# Список мемориальных досок Оренбурга

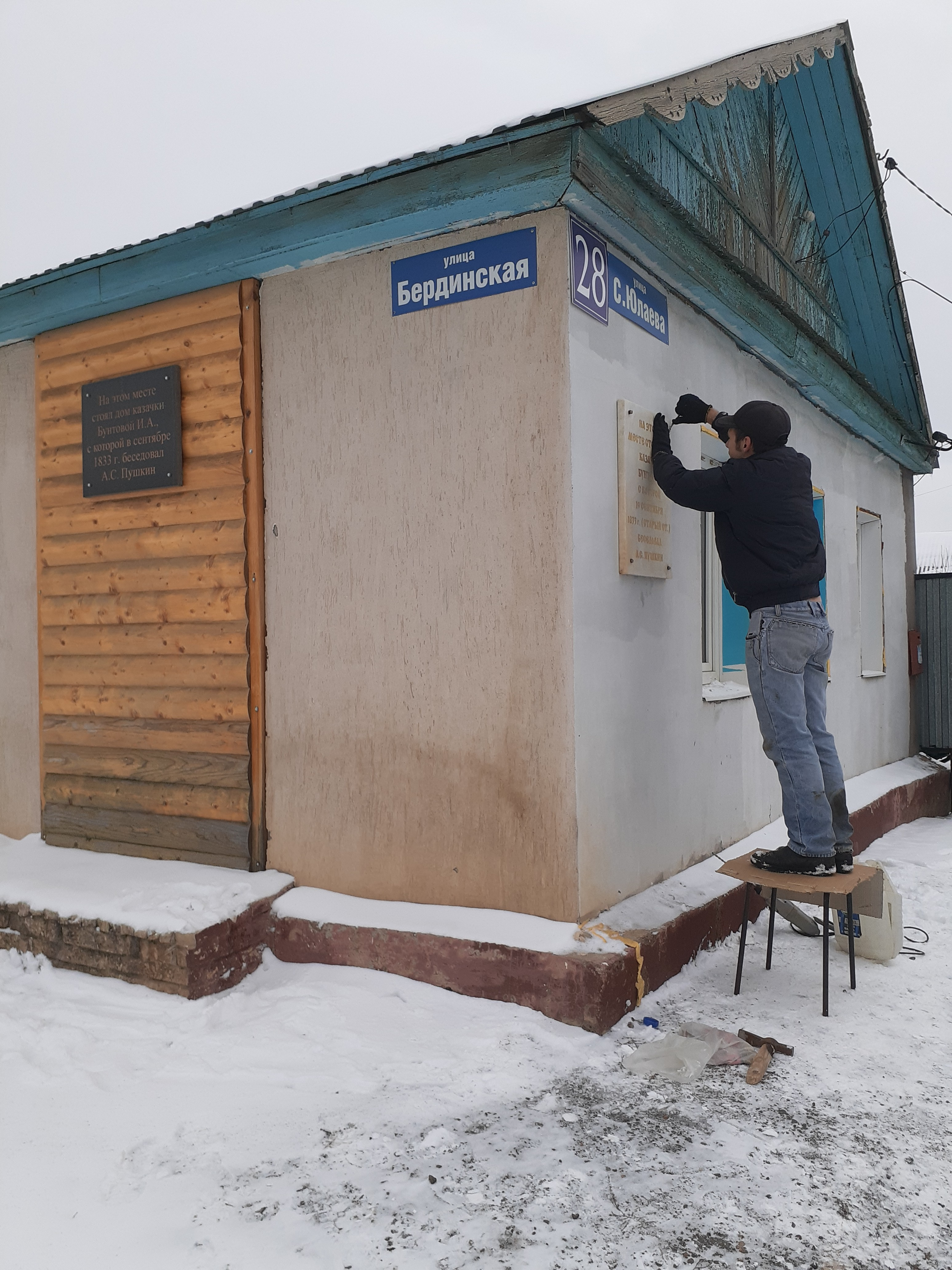
Установка мемориальной доски А. С. Пушкину на месте дома казачки Бунтовой

Список мемориальных досок Оренбурга — перечень памятных досок, установленных в Оренбурге.
Мемориальные доски являются частью исторического и культурного наследия города.

## Легенда
- Изображение — фотография мемориальной доски.
- Адрес — адрес и описание здания, на котором установлена доска.
- Надпись — текст надписи на доске (орфография и пунктуация сохранены).
- Описание — цвет, материал и описание элементов доски; состояние доски, если повреждена или отсутствует; имена авторов доски, если есть.
- Год — год установки доски.
- Пр. — ссылки на источники.

## Список

### А-З
| №  | Изображение и адрес                                                             | Надпись |  | Описание                                               | Год                       | Пр.           |
| -- | ------------------------------------------------------------------------------- | --- |  | ------------------------------------------------------ | ------------------------- | ------------- |
| 1  | 8-го Марта, 24 Здание областного художественного училища                        | Федорова Ольга Александровна (1935 – 2008). Потомственная оренбургская мастерица пуховых платков, член Союза художников России, первый преподаватель пуховязания в Оренбургском областном художественном училище |  | графический Авторы: Абленин Ф.М., Храмов И.В.          | 14.10.2010                | [ 3 ]         |
| 2  | 8-го Марта, 24а Храм Лоретанской Божией Матери                                  | о. Михаил Фаддеевич Зеленко 1799-1860 Ксендзу Михаилу Зеленкѣ, мужу великихъ заслугъ, воспитаннику Виленскаго университета, основателю и первому настоятелю костела в Оренбургѣ, скончавшемуся Октября 31 дня, года Господняго 1860. Прихожане 1900 г. Восстановлено прихожанами в 2017 году. |  |                                                        | —                         | [ 4 ]         |
| 3  | 8-го Марта, 29                                                                  | В этом доме в 1847-1850 гг. бывал Тарас Шевченко. |  | ДОСКА ОТСУТСТВУЕТ (и дом тоже)                         | —                         | [ 5 ]         |
| 4  | 8-го Марта, 34                                                                  | Здесь работал с 1925 по 1939 гг. доктор Лео Морицевич Компанейц |  | текстовый                                              | —                         | [ 4 ] [ 5 ]   |
| 5  | 9 Января, 23                                                                    | Сталин (Джугашвили) Иосиф Виссарионович 1879-1953г.г. Советский политический военный и партийный деятель. Председатель Государственного комитета обороны СССР. Верховный Главнокомандующий во время Великой Отечественной войны 1941-1945 г.г. Генералисимус Советского Союза. |  | —                                                      | 2022                      | —             |
| 6  | 9 Января, 43 / Кирова, 24                                                       | В этом доме с января по апрель 1907 года помещалась редакция большевистской газеты Урал Здесь жил редактор этой газеты революционер-большевик Хусаин Ямашев |  | —                                                      | 2021                      | [ 6 ]         |
| 7  | 9 Января, 57 / Хлебный, 10                                                      | композитор Ян Френкель (1920-1989) народный артист СССР жил в этом доме в годы Великой Отечественной войны |  | —                                                      | 17.11.2020                | [ 7 ]         |
| 8  | 37-я линия, 5                                                                   | В этом доме жил сержант Яровой Василий Николаевич 7.12.1977 - 20.01.2000 г.г. Геройски погиб при проведении контртеррористической операции в Чеченской Республике. |  |                                                        | —                         | [ 8 ]         |
| 9  | 60 лет Октября, 2/1                                                             | В этом здании с 1972 по 1984 годы работала Заслуженный врач РСФСР, Главный врач Оренбургской областной санитарно-эпидемиологической станции Коровина Капитолина Филипповна, награжденная Орденом Знак почета за большой вклад в обеспечение санитарно-эпидемиологического благополучия региона. |  |                                                        | 21.12.2017                | [ 8 ]         |
| 10 | 60 лет Октября, 11 Здание «Газпром добыча Оренбург»                             | Почетная доска Вышеславцеву Юрию Федоровичу, Герою Социалистического труда, внесшему большой вклад в создание предприятий первой очереди промышленного объединения «Оренбурггазпром» (1973 – 1986 гг.) |  | Барельеф Скульптор Оришкевич Н. П.                     | 26.08.2008                | [ 9 ]         |
| 11 | 60 лет Октября, 23/1                                                            | Архитектор Радик Набиуллович Гайнулин Почетный архитектор РФ, Главный архитектор Оренбурга (1990 – 1994 гг., 2001 – 2002 гг.), член Союза архитекторов России Жил в этом доме с 2006 г. по 2014 г. |  | ДОСКА ОТСУТСТВУЕТ                                      | —                         | —             |
| 12 | Абдрашитова / Победы проспект, 127                                              | Улица названа именем Героя Советского Союза Абдрашитова Шамиля Мунасыповича (1921 – 1944 гг.), проявившего героизм в годы Великой Отечественной войны |  | ВОВ, текстовый                                         | 1985                      | [ 10 ] [ 11 ] |
| 13 | Аксакова, 3                                                                     | Улица названа в честь великого русского писателя, сказочника, певца природы Оренбургского края Сергея Тимофеевича Аксакова Обильный край, благословенный! Хранилище земных богатств!... И горы соляных кристаллов По тузлукам твоим найдут! И руды дорогих металлов Из недр глубоких извлекут... |  | Скульпторы Ульянов И. Н., Ульянова О. Е.               | 2016                      | [ 12 ]        |
| 14 | Аксакова, 23 Областная больница                                                 | Кардиологический корпус сооружен на средства коммунистического субботника проведенного в честь 100-летия со дня рождения В.И. Ленина. |  |                                                        | 9.09.1984                 | [ 13 ] [ 12 ] |
| 15 | Аксакова, 23                                                                    | Поликлинический корпус сооружен строителями Болгарской Народной Республики на средства ордена Ленина ВПО Оренбурггазпром в 1981 - 1982 г.г. |  |                                                        |                           | [ 14 ]        |
| 16 | Аксакова, 23                                                                    | Терапевтический корпус построен советскими и болгарскими строителями в честь 40-летия освобождения Болгарии Советской Армией от фашизма |  |                                                        | 9.09.1984                 | [ 13 ] [ 14 ] |
| 17 | Алтайская, 4                                                                    | Почётному гражданину города Оренбурга, заслуженному работнику физической культуры и спорта города Оренбурга, тренеру - преподавателю по боксу Ирику Гатиятуловичу Жданову (20.10.1934 - 07.08.2022) |  |                                                        | 07.08.2023                | [ 15 ]        |
| 18 | Андреева, 2                                                                     | Улица названа именем И. И. Андреева, председателя Центрального стачечного комитета, председателя Оренбургской губернской чрезвычайной комиссии |  | гражданская война, текстовый                           | 1989                      | [ 16 ] [ 14 ] |
| 19 | Астраханская, 1а                                                                | В этой школе учился Сторожевых Дмитрий Николаевич. Погиб при исполнении воинского долга в Чеченской Республике |  |                                                        |                           | [ 17 ]        |
| 20 | Бебеля, 118, Школа №56                                                          | В этом здании в годы Великой Отечественной войне 1941-1945 гг. находился эвакогоспиталь №412 |  | ВОВ, , текстовый                                       | 07.05.1988                | [ 16 ] [ 18 ] |
| 21 | Бебеля, 118, Школа №56                                                          | В этой школе учился Николай Анатольевич Яковлев участник боевых действий в республике Афганистан. Награжден медалью «Воину-Интернационалисту от благодарного афганского народа» посмертно. |  | Афганистан, текстовый                                  | 2006                      | [ 18 ]        |
| 22 | Богдана Хмельницкого, 5 / Маршала Жукова, 21                                    | В этом доме с 1958 по 1983 г.г. жил и работал писатель Борис Сергеевич Бурлак |  | —                                                      |                           | [ 17 ]        |
| 23 | Богдана Хмельницкого, 5 / Маршала Жукова, 21                                    | Памятный знак в честь Почетного гражданина Оренбурга Героя Советского Союза Михаила Васильевича Филимонова |  | —                                                      |                           | [ 17 ]        |
| 24 | Больничный проезд, 4                                                            | Родимцев Александр Ильич – дважды Герой Советского Союза, генерал-полковник. В этом доме у своей сестры в период с 1959 по 1968 годы останавливался видный советский военачальник, легендарный полководец Великой Отечественной войны. |  | ВОВ, графический                                       | 21.12.2005                | [ 19 ]        |
| 25 | Братская, 8/1                                                                   | Луньков Алексей Семенович, 1923-1999, Герой Великой Отечественной войны, участник Сталинградской битвы. Учитель истории МОУ СОШ №31 1974-1999 |  | мемориальная доска размещена в зале боевой славы школы |                           | —             |
| 26 | Братьев Башиловых, 3                                                            | Улица названа в честь братьев Башиловых Ефима Андриановича (1895-1970 гг.) и Марка Андриановича (1898-1967 гг.) – активных участников гражданской войны в Оренбуржье |  | гражданская война, текстовый                           | 08.06.1979                | [ 16 ] [ 18 ] |
| 27 | Братьев Коростелевых проспект, 24                                               | Проспект назван в честь братьев Коростелевых Александра Алексеевича (1887-1938 гг.) и Георгия Алексеевича (1885-1932 гг.) - советских партийных деятелей, руководителей борьбы за Советскую власть в Оренбуржье. |  |                                                        | 16.04.1985 (2023)         | [ 20 ]        |
| 28 | Братьев Коростелевых проспект, 28, ОТЖТ (в здании ж/д техникума)                | В этом техникуме в 1934-1938 гг. учился Герой Советского Союза Юркин Борис Иванович |  | ВОВ, текстовый                                         | 1976                      | [ 20 ] [ 21 ] |
| 29 | Братьев Коростелевых проспект, 163                                              | Здесь в 1919 году в период обороны города Оренбурга от колчаковских войск находился штаб 217-го рабоче-крестьянского полка |  | гражданская война, текстовый                           | 1967                      | [ 22 ] [ 21 ] |
| 30 | Брыкина, 4                                                                      | Улица названа именем Героя Советского Союза, оренбуржца Алексея Александровича Брыкина (1918 - 1956). Золотой Звезды Героя удостоен в 1945 году за форсирование реки Одер, проявленные при этом отвагу и мужество в борьбе с немецко-фашистскими захватчиками |  | ВОВ, в каталоге ВООПИК текст и адрес другие            | 2015                      | [ 16 ] [ 23 ] |
| 31 | Бурзянцева, 28, Здание ГОУВПО СГАПС «Оренбургский медицинский колледж»          | В этом колледже учились участницы боевых действий в Чеченской Республике Екатерина Анатольевна Устиненкова и Светлана Ивановна Серкова Награждены Орденом Мужества посмертно. |  | графический                                            | 28.04.2008                | [ 23 ] [ 24 ] |
| 32 | Бурзянцева, 34 / Малоторговый, 2 Медресе Хусаиния                               | 1908-1909 гг. здесь жил и учился видный просветитель и Государственный деятель киргизского народа Эшенаалы Арабаев |  |                                                        | 29.05.2018                | [ 25 ] [ 26 ] |
| 33 | Бурзянцева, 34 / Малоторговый, 2 Медресе Хусаиния                               | В этом здании в 1918-1919 г.г. учился Лауреат Ленинской премии, Герой Советского Союза, поэт Муса Джалиль. |  |                                                        | 30.12.1965                | [ 5 ] [ 25 ]  |
| 34 | Бурзянцева, 34 / Малоторговый, 2 Медресе Хусаиния                               | В этом доме жил купец I гильдии - меценат Ахмед-Бай Хусаинов От Степуниной М.Я. и сына Степунина Г.И. |  |                                                        | —                         | [ 25 ]        |
| 35 | Бурзянцева, 34 / Малоторговый, 2 Медресе Хусаиния                               | Здесь в годы Великой Отечественной войны размещался эвакогоспиталь № 1655 |  |                                                        | —                         | [ 25 ]        |
| 36 | Ваана Теряна, 41а                                                               | Сержант Данилов Роман Витальевич 19.02.1990 - 25.04.2022 Рядовой Шамсутдинов Равиль Фарихович 20.02.2002 - 25.04.2022 Вечная память! Военнослужащим военной комендатуры (гарнизона, 1 разряда) (г. Оренбург) погибшим при исполнении воинского долга в ходе проведения специальной военной операции. Награждены Орденом Мужества (посмертно). |  |                                                        | 05.05.2023                | [ 27 ]        |
| 37 | Волгоградская, 44/1                                                             | В этом доме жил участник боевых действий в республике Афганистан Михаил Юрьевич Римшин. Награжден Грамотой Президиума Верховного Совета СССР воину-интернационалисту, посмертно |  | Афганистан, текстовый                                  | 10.11.2005                | [ 28 ]        |
| 38 | Володарского, 5                                                                 | Здесь с 1981г. по 1991г. работал Оренбургский обком ВЛКСМ Здание построено на средства Всесоюзного Ленинского Коммунистического Союза Молодежи. |  |                                                        | 2007                      | [ 28 ]        |
| 39 | Володарского, 5                                                                 | Зелепухин Александр Григорьевич первый секретарь Оренбургского Обкома ВЛКСМ 1970-1974г |  |                                                        | 2007                      | [ 28 ]        |
| 40 | Ворошилова, 3, п. Берды,                                                        | Улица названа именем дважды Героя Советского Союза, Героя Социалистического Труда Климента Ефремовича Ворошилова (1881-1969). Советский государственный, военный и партийный деятель. Участник Великой Отечественной войны. Председатель Президиума и член Президиума Верховного Совета СССР, Маршал Советского союза |  | ВОВ, текстовый                                         | 28.04.2015                | [ 29 ]        |
| 41 | Восстания 30, п. Берды,                                                         | На этом месте стоял дом в котором с ноября 1773 года по март 1774 жил вождь крестьянского восстания Емельян Пугачев |  |                                                        | 1989                      | [ 16 ] [ 29 ] |
| 42 | Восточная, 82а МОУ «СОШ № 32»                                                   | В этой школе учился участник боевых действий в Чеченской Республике Альфис Тафкимович Каюмов. Награжден орденом «Мужества», посмертно |  | графический                                            | 25.04.2008                | [ 30 ]        |
| 43 | Восточная, 82а МОУ «СОШ № 32»                                                   | В этой школе в период с 1971 по 1987 годы работал Герой Советского Союза Вагин Сергей Тимофеевич |  | —                                                      | 24.12.2013                | [ 30 ]        |
| 44 | Гагарина проспект, 1                                                            | Проспект назван именем первого в мире летчика-космонавта СССР Юрия Алексеевича Гагарина |  |                                                        | 1989                      | [ 16 ] [ 30 ] |
| 45 | Гагарина проспект, 19А                                                          | С 1981 по 2011 год Главный врач Областной больницы №3 Анатолий Иванович Суров. Заслуженный врач России. За выдающийся вклад в развитие охраны здоровья населения его имя занесено в книгу Золотой фонд здравоохранения Оренбуржья |  |                                                        | 22.06.2022                | [ 31 ]        |
| 46 | Гагарина проспект, 23                                                           | В этой больнице с 1977 по 1985 год работала заведующей кафедрой госпитальной хирургии профессор Зинаида Казимировна Забегальская |  | —                                                      | 10.05.2012                | [ 32 ]        |
| 47 | Гагарина проспект, 23                                                           | В этой больнице главным врачом с 3.10.1977 по 12.05.1992 гг. работал Заслуженный врач РСФСР Василий Егорович Чернов |  | —                                                      | —                         | [ 32 ]        |
| 48 | Гагарина проспект, 44/4                                                         | Средняя общеобразовательная школа N 51 носит имя Героя Советского Союза, участника Великой Отечественной войны, генерал-полковника, первого командующего Оренбургской ракетной армией Ивана Андреевича Шевцова (1919 - 2008). Золотой Звезды Героя удостоен в 1943 году. Во главе своего танкового подразделения в числе первых ворвался на железнодорожную станцию Малоархангельск в Орловской области, удерживал ее в течение пяти часов, нанеся противнику значительный урон в живой силе и боевой технике |  | ВОВ                                                    | 18.08.2015                | [ 32 ]        |
| 49 | Гастелло, 19 п. Берды, МОБУ «ООШ №14»                                           | Улица названа именем Героя Советского Союза, летчика Николая Францевича Гастелло (1907-1941). Погиб вместе с экипажем 26 июня 1941 года, направив свой горящий бомбардировщик на механизированную колонну врага. Звание Героя Советского Союза присвоено посмертно |  | ВОВ, текстовый                                         | 28.04.2015                | [ 33 ]        |
| 50 | Гая, 1                                                                          | Улица названа в честь Героя гражданской войны Гая Дмитриевича Гая (1887 – 1937 гг.) |  | гражданская война, текстовый                           | 1989                      | [ 16 ] [ 33 ] |
| 51 | Гая, 13                                                                         | В этом доме в 1919-1920 гг. размещелась Губернская Чрезвычайная комиссия по борьбе с контрреволюцией, соботажем и спекуляцией ГУБЧК |  | гражданская война, ДОСКА ОТСУТСТВУЕТ                   | 1977                      | [ 34 ]        |
| 52 | Гая, 16                                                                         | Улица названа в честь Г.Д. Гая "Бжишкян" 1887-1937 гг |  | гражданская война, текстовый                           |                           | [ 35 ]        |
| 53 | Гая, 18                                                                         | В этом здании трудился Алексей Гаврилович Осипов (07.08.1926 - 01.01.2016). Ветеран ВОВ, ветеран труда, заслуженный тренер РФ, заслуженный работник физической культуры и спорта, основатель Оренбургской тяжелой атлетики |  | —                                                      | 17.10.2016                | [ 35 ]        |
| 54 | Гая, 21, Главное управления МЧС России по Оренбургской области                  | В этом здании с 1957 по 1992 год работал Кандаленцев Борис Рафаилович, начальник Управления пожарной охраны УВД Оренбургской области, внесший большой вклад в развитие и укрепление противопожарной службы Оренбуржья. (1936 - 1992) |  | —                                                      | —                         | —             |
| 55 | Гора Маяк улица, 1                                                              | Здесь осенью 1941 года формировался 31 гвардейский полк 8-й гвардейской кавалерийской Ровенской дивизии. |  | ВОВ                                                    | 1985                      | —             |
| 56 | Даля, 5, Южный поселок                                                          | Улица названа в честь В.И. Даля - создателя Толкового словаря русского языка, этнографа, писателя, жившего в г. Оренбурге в 1833-1841 гг. |  |                                                        | 1989 (2023 восстановлена) | [ 34 ]        |
| 57 | Джангильдина, 10                                                                | В этом доме жил участник боевых действий в Чеченской Республике Михаил Петрович Ефремов Награжден орденом "Мужества" посмертно |  | —                                                      | —                         | [ 36 ]        |
| 58 | Джангильдина, 11/1                                                              | В этом лицее с 1998 по 2009 годы учился кавалер ордена Мужества (посмертно), боец 23 отряда спецназа Внутренних войск МВД РФ Артем Александрович Садчиков. Погиб 27 января 2012 года при выполнении воинского долга в республике Дагестан |  | —                                                      | 04.03.2014                | [ 36 ]        |
| 59 | Джангильдина, 11/1, на фасаде здания лицея № 5                                  | 27 марта 2020 года лицею № 5 присвоено имя Героя Российской Федерации Андрея Жанновича Зеленко 21 июня 2000 года благодаря героизму и мастерству командира экипажа, сумевшего в аварийной ситуации посадить горящий самолёт, были спасены жизни 232 человек, находящихся на борту. |  | —                                                      | 14.04.2021                | [ 36 ]        |
| 60 | Джангильдина, 22/1                                                              | Улица названа именем А. Т. Джангильдина (1884-1953 гг.) – активного участника борьбы за установление Советской власти в Оренбуржье |  | текстовый                                              | 1989                      | [ 34 ] [ 37 ] |
| 61 | Дзержинского проспект, 7/1                                                      | Памятный знак в честь почетного гражданина Оренбурга, почетного строителя России Василия Васильевича Шаталова (1930-2007) |  | текстовый                                              | 2008                      | [ 37 ]        |
| 62 | Дзержинского проспект, 12                                                       | Проспект назван именем Ф. Э. Дзержинского, пламенного революционера, выдающегося деятеля Коммунистической партии и Советского государства, в честь 100-летия со дня рождения |  | текстовый                                              | 11.09.1977                | [ 34 ] [ 37 ] |
| 63 | Дзержинского проспект, 26/4, МОУ «СОШ №10» (на лестнице на 2-м этаже слева)     | В этой школе учился капитан Павленко Алексей Михайлович. Погиб при исполнении воинского долга. Награждён знаком Ордена Святого Георгия IV степени |  | графический                                            | 10.11.2005                | [ 38 ]        |
| 64 | Дзержинского проспект, 26/4, МОУ «СОШ №10» (на лестнице на 2-м этаже справа)    | В этой школе учился участник боевых действий в Чеченской Республике Зимон Александр Алексеевич. Награждён Орденом Мужества |  | графический                                            | 10.11.2005                | [ 38 ]        |
| 65 | Дзержинского проспект, 26/4, МОУ «СОШ №10» (на лестнице на 2-м этаже по центру) | В этой школе учился Камиль Абдулхаевич Садыков участник боевых действий в республике Афганистан. Награжден Грамотой Президиума Верховного Совета СССР воину-интернационалисту, посмертно. |  | Афганистан, текстовый                                  | 10.11.2005                | [ 38 ]        |
| 66 | Дзержинского проспект, 30, к 1                                                  | Памятный знак в честь Почетного гражданина Оренбурга полного кавалера ордена Славы Ивана Андреевича Татьянина (1923-2007) |  |                                                        | —                         | [ 38 ]        |
| 67 | Дмитриевский переулок, 2                                                        | Памятный знак в честь Почетного гражданина Оренбурга известного ученого академика Олега Валерьевича Бухарина |  |                                                        |                           | [ 39 ]        |
| 68 | Дружбы, 2                                                                       | Улица Дружбы, названа в честь фестиваля дружбы народов социалистических стран, участвующих в строительстве газопровода Оренбург-Западная граница СССР. |  |                                                        | 1989                      | [ 34 ] [ 39 ] |
| 69 | Дубицкого, 2                                                                    | В этом здании проходил службу полковник милиции Стрепков Геннадий Николаевич (в ОВД с 1966 по 2000 г.г.), кавалер ордена Красной Звезды, участник боевых действий в Афганистане, начальник Управления по борьбе с организованной преступностью при УВД Оренбургской области |  | Афганистан                                             | 16.09.2019                | [ 39 ]        |
| 70 | Заводская, 1, п. Берды МОУ «СОШ № 63»                                           | В этой школе учились участники боевых действий в республике Афганистан Сергей Петрович Тутуев, Алексей Петрович Сотников Награждены медалью «Воину-Интернационалисту от благодарного афганского народа» посмертно |  | Афганистан, текстовый                                  | 10.11.2005                | [ 40 ]        |
| 71 | Заводская, 30                                                                   | с 1943 года по 1970 год Оренбургским НЕФТЕМАСЛОЗАВОДОМ бессменно руководил ГЕЗИМА Алексей Иванович |  | текстовый                                              | —                         | [ 41 ]        |
| 72 | Заводская, 30                                                                   | НА НЕФТЕМАСЛОЗАВОДЕ в 1941 - 1942 гг. работал Герой Советского Союза Лабужский Степан Петрович |  | текстовый                                              | —                         | [ 41 ]        |
| 73 | Занузданова, 25                                                                 | Улица названа именем Георгия Игнатьевича Занузданова, одного из организаторов Красной Армии в Оренбурге. |  | текстовый                                              | 1976                      | [ 34 ] [ 41 ] |
| 74 | Западная, 5А                                                                    | В этом доме жил Юров Валерий Сергеевич (1968-1995) капитан, кавалер ордена мужества, погиб 5 января при исполнении воинского долга. |  | —                                                      | 16.09.2019                | [ 42 ]        |
| 75 | Зиминская, 12 / Советская, 80                                                   | Улица названа в честь Андрея Петровича Зимина, старого большевика, председателя стачечного комитета Главных железнодорожных мастерских в 1917 году |  | гражданская война, текстовый                           | 1976                      | [ 43 ] [ 42 ] |
| 76 | Зиминская, 25                                                                   | В этом доме в 1941-1943 годы в эвакуации проживала семья выдающихся музыкантов Леопольда и Мстислава РОСТРОПОВИЧЕЙ |  |                                                        | 31.07.2001                | [ 44 ]        |
| 77 | Зиновьева, 2                                                                    | Улица названа именем Георгия Васильевича Зиновьева (1887 - 1934 гг.) Советского военного деятеля, Героя гражданской войны, командующего Туркестанской и 1-й армиями при разгроме белогвардейских войск. |  | ДОСКА ОТСУТСТВУЕТ                                      | 1989                      | [ 34 ]        |
| 78 | Зиновьева, 63 (на фронтоне крыши)                                               | Здесь стоял дом рабочего Главных железнодорожных мастерских Константина Назаровича Котова, где с ноября 1917 г. по январь 1918 года работал Оренбургский подпольный штаб Красной гвардии |  | Гражданская война, текстовый (Надписи не читаемы)      | 04.08.1970                | [ 43 ] [ 44 ] |
| 79 | Знаменский проезд, 4 Школа №52                                                  | В этой школе учился участник боевых действий в Чеченской Республике Игорь Вячеславович Сапрыкин Награжден орденом Мужества посмертно. |  | —                                                      | 25.03.2021                | [ 45 ] [ 46 ] |
| 80 | Знаменский проезд, 4 Школа №52                                                  | Миколишин Ю.Я. 01.12.1971 - 20.01.2000 Чертков В.А. 25.03.1969 - 19.07.2000 В этой школе учились участники боевых действий в Чеченской республике Миколишин Юрий Ярославович, Чертков Владимир Александрович Награждены "Орденом Мужества", посмертно. |  | —                                                      | 25.03.2021                | [ 45 ]        |
| 81 | Зои Космодемьянской / Егорова, 2                                                | Улица названа именем Героя Советского Союза, партизанки Зои Анатольевны Космодемьянской (1923 - 1941). При выполнении боевого задания была схвачена гитлеровцами, героически выдержав пытки и истязания, казнена немецко-фашистскими оккупантами. Звание Героя Советского Союза присвоено посмертно |  | ВОВ                                                    | 28.04.2015                | [ 40 ]        |

### И-Н
| №   | Изображение                                                                     | Надпись | Описание                                                  | Год               | Пр.           |
| --- | ------------------------------------------------------------------------------- | --- | --------------------------------------------------------- | ----------------- | ------------- |
| 80  | Ивановский переулок, 22                                                         | В этом доме родился 4 января 1910 года и жил до 1924 г. заслуженный деятель искусств РСФСР и татарской АССР, композитор Джаудат Файзи (1910 – 1973 гг.) | текстовый                                                 | 1976              | [ 43 ] [ 45 ] |
| 81  | Ивановский переулок, 27                                                         | Здесь жил с 1.10.1906 г. по июнь 1907 г. редактор-издатель татарского сатирического революционного журнала «Карчга» Шакир Мухамедов. | ДОСКА ОТСУТСТВУЕТ (и дома тоже нет)                       | 1976              | [ 43 ] [ 47 ] |
| 82  | Казаковская, 43                                                                 | На этом месте стоял дом К.И. Герна, в котором в 1950 году жил и творил Т.Г. Шевченко. | ДОСКА ОТСУТСТВУЕТ                                         | 1979              | [ 43 ]        |
| 83  | Карачинская, 50,                                                                | Сапрыкин Лев Александрович, 24.01.1922 - 14.12.1978, участник Великой Отечественной войны, директор школы с 1964-1973 | ВОВ                                                       |                   | [ 47 ]        |
| 84  | Карачинская, 50,                                                                | Учителя-участники Великой Отечественной войны: 1. Артюхович Аркадий Демьянович 2. Бугаев Павел Алексеевич 3. Даньшин Владимир Петрович 4. Дегтярёв Глеб Фёдорович 5. Комисаров Василий Осипович 6.Комиссарова Татьяна Григорьевна 7. Леденёв Иван Фомич 8. Молочаев Александр Иванович 9.Новожилов Александр Павлович 10. Повежьев Иван Иванович 11. Седов Николай Кузьмич 12. Романов Анатолий Витальевич» | ВОВ                                                       |                   | [ 47 ]        |
| 85  | Карпова, 1                                                                      | Улица названа именем Героя Советского Союза, оренбуржца Владимира Васильевича Карпова (1922 - 2010). Участник Великой Отечественной войны (1941 - 1945 гг.), разведчик, писатель, Почетный гражданин города Оренбурга. Золотой Звезды Героя удостоен в 1944 году за отвагу и героизм, проявленные в борьбе с немецко-фашистскими захватчиками | ВОВ                                                       | 28.04.2015        | [ 48 ]        |
| 86  | Квартальный переулок, 2 МОУ «СОШ № 47»                                          | В этой школе учился участник боевых действий в Чеченской Республике Денис Николаевич Юзепчук. Погиб при исполнении воинского долга. | графический                                               | 25.04.2008        | [ 48 ]        |
| 87  | КИМа, 8                                                                         | В этом доме жил рядовой Лебедев Виктор Николаевич 06.10.1976 г. - 01.03.2000 г. Геройски погиб при проведении контртеррористической операции в Чеченской республике. Награжден орденом Мужества (посмертно). |                                                           |                   | [ 49 ]        |
| 88  | Кирова, 6 Гимназия 2                                                            | В этом здании в годы Великой Отечественной войны 1941 – 1945 гг. в период с 11.07.1941 по 01.06.1945 находился эвакогоспиталь № 1655 | ВОВ, текстовый                                            | 29.04.2005        | [ 43 ] [ 49 ] |
| 89  | Кирова, 6 Гимназия 2                                                            | ЕВРОПА АЗИЯ Здесь проходил крепостной вал города крепости ОРЕНБУРГ XVIII век |                                                           |                   | [ 49 ]        |
| 90  | Кирова, 8                                                                       | В этом доме до 1953 года провел детство и юность Виктор Андреевич Борцов (1934 - 2008). Народный артист РСФСР, более полувека прослуживший в Государственном академическом Малом театре, неоднократно снимался в кино- и телефильмах и навсегда остался в памяти народа в образе Саввы Игнатьича из фильма Покровские ворота |                                                           | 23.09.2014        | [ 50 ]        |
| 91  | Кирова, 12                                                                      | Работники областного управления хлебопродуктов погибшие на фронтах Великой Отечественной войны 1941-1945 годов. Горшенин Р.П. Зябликов В.М. Зусманович И.А. Корчагин И.М. Морозов В.И. Митин А.Т. Питерский С.П. Скворцов П.В. Ширшов Н.С. Вечная память героям павшим в боях за свободу и независимость нашей Родины! |                                                           |                   | [ 51 ]        |
| 92  | Кирова, 28                                                                      | В этом здании в 1918 году находился Оренбургский военно-революционный комитет | гражданская война, текстовый                              |                   | [ 43 ] [ 52 ] |
| 93  | Кирова, 54а                                                                     | В этом доме с 1965 по 1981 год жил Александр Власович Коваленко Дважды Герой Социалистического Труда, Первый секретарь обкома КПСС, Почетный гражданин г. Оренбурга |                                                           |                   | [ 53 ]        |
| 94  | Кичигина, 16 / Пролетарская, 155а                                               | Улица названа именем Кичигина С.А. (1986-1919 гг.) члена Оренбургского военно-революционного комитета. |                                                           | 1966              | [ 43 ] [ 54 ] |
| 95  | Кобозева, 1                                                                     | Улица названа именем Петра Алексеевича Кобозева 1878 - 1941 - чрезвычайного комиссара по борьбе с дутовцами. | ДОСКА ОТСУТСТВУЕТ                                         | 1977              | [ 43 ]        |
| 96  | Кобозева, 38                                                                    | В этом здании в 1920 г. по 1925 г. находился Киргизский краевой комитет РКП(б). |                                                           |                   | [ 20 ] [ 53 ] |
| 97  | Кобозева, 38                                                                    | Здесь с 1980 по 1993 годы заведовал кафедрой ректор Оренбургского медицинского института доктор медицинских наук профессор Александр Алексеевич Лебедев |                                                           |                   | [ 53 ]        |
| 98  | Кобозева, 43                                                                    | В этом здании, построенном в 1910 году на средства представителей купечества и промышленников Оренбургской губернии, располагалась Оренбургская биржа. Председатель Биржевого комитета – потомственный почетный гражданин города, купец I гильдии, меценат Иван Алексеевич Зарывнов | текстовый                                                 | 22.08.2006        | [ 55 ]        |
| 99  | Кобозева, 43                                                                    | В этом здании 23 июня 1919 г. на собрании революционной молодежи Оренбуржья была основана городская организация Российского Коммунистического Союза Молодежи. 20.03.1920 г. Здесь же проходил первый губернский съезд РКСМ. | ДОСКА ОТСУТСТВУЕТ                                         |                   | [ 20 ]        |
| 100 | Кобозева, 43                                                                    | В этом здании в 1918-1919 гг. был клуб большевиков. Здесь формировались и вооружались Оренбургские Красногвардейские отряды, Красноармейские рабочие полки. | ДОСКА ОТСУТСТВУЕТ                                         |                   | [ 20 ]        |
| 101 | Кобозева, 51                                                                    | Лутцев Сергей Иванович Прокурор Оренбургской области. Разделил судьбу тысяч репрессированных работников прокуратуры. Расстрелян в 1938 году. |                                                           |                   | [ 55 ]        |
| 102 | Коммунаров проезд, 19                                                           | Здесь стоял дом, в котором в дни своего пребывания в Оренбурге останавливался с 30 сентября по 2 октября 1833 года А. С. Пушкин | текстовый                                                 |                   | [ 20 ] [ 56 ] |
| 103 | Комсомольская, 45                                                               | В этой школе учился бывший начальник штаба 1-й Оренбургской дивизии Логинов И.Ф. 1896-1934 гг. | ДОСКА ОТСУТСТВУЕТ                                         |                   | [ 20 ]        |
| 104 | Комсомольская, 45                                                               | ПАМЯТИ ПАВШИХ - БУДЬТЕ ДОСТОЙНЫ Базанов В. Григорьев Г. Демокритов В. Климентьева Н. Коновалов Д. Копейкин К. Краснов С. Мазуровский М. Матюшин В. Немых Д. Славянович А. Хворов В. | ДОСКА ОТСУТСТВУЕТ                                         |                   | [ 56 ]        |
| 105 | Комсомольская, 45 МУ ДО «Городская станция юных техников»                       | Здесь, в железнодорожной школе, с 1935 по 1936 гг. учился Владимир Кибальчич (Влади) – выдающийся российско-французско-мексиканский художник, Почетный член Российской Академии художеств | графический                                               | 26.08.2005        | [ 56 ]        |
| 106 | Комсомольская, 52                                                               | В годы Великой Отечественной войны, находясь в эвакуации с июля 1941 года до конца 1942 года, в городе Оренбурге работал Верховный Суд СССР | ВОВ                                                       | 25.02.2015        | [ 57 ]        |
| 107 | Комсомольская, 52                                                               | Алексей Маркович Куц. Ветеран Великой Отечественной войны. Председатель Оренбургского областного суда с 1958 по 1978 год. Заслуженный юрист РСФСР |                                                           | 2015              | [ 58 ]        |
| 108 | Комсомольская, 61 / Постникова, 27                                              | В этом здании в 60-80-е годы ХХ столетия располагались Оренбургский областной и городской комитеты ВЛКСМ (установлена в честь 100-летия комсомола 29.10.2018 г.) |                                                           | 29.10.2018        | [ 59 ]        |
| 109 | Комсомольская, 202 Здание госпиталя ветеранов войн                              | В этом здании в годы Великой Отечественной войны 1941 – 1945 гг. в период с 20.07.1941 по 01.12.1945 находился эвакогоспиталь № 3327 | ВОВ, текстовый                                            | 29.04.2005        | [ 57 ]        |
| 110 | Комсомольская, 202 Центральный корпус клинического госпиталя для ветеранов войн | Служа другим, сгораю. ALIS INSERVIENDO, CONSUMOR. С 1991 по 2004 год в госпитале главным врачом работал Заслуженный врач России Сергей Иванович Головяшкин (1954 - 2004), внесший вклад в организацию медицинского обслуживания ветеранов Оренбуржья | графический                                               | 18.02.2005        | [ 57 ]        |
| 111 | Конституции, 17                                                                 | Улица Конституции СССР - названа в честь принятия Новой Конституции - основного Закона СССР 7 октября 1977 года. | ДОСКА ОТСУТСТВУЕТ                                         |                   | [ 20 ]        |
| 112 | Котова, 95                                                                      | Улица названа в честь Котова Константина Назаровича (1879-1934 гг.) помощника начальника подпольной Красной гвардии в 1917 году, активного участника борьбы за власть Советов в Оренбуржье. | ДОСКА ОТСУТСТВУЕТ                                         | 25.10.1979        | [ 22 ]        |
| 113 | Кошевого, 14                                                                    | Улица названа именем Героя Советского Союза, подпольщика Олега Васильевича Кошевого (1926-1943). Один из руководителей подпольной комсомольской организации «Молодая гвардия», действовавшей во время оккупации в годы Великой Отечественной войны в городе Краснодоне, казнен немецко-фашистскими захватчиками. Звание Героя Советского Союза присвоено посмертно | ВОВ, текстовый                                            | 28.04.2015        | [ 21 ]        |
| 114 | Краснознаменная, 2                                                              | В этом здании в 1919 г. находился городской комитет Российского Союза Молодежи. | ДОСКА ОТСУТСТВУЕТ                                         |                   | [ 22 ]        |
| 115 | Краснознаменная, 41                                                             | Буяновская Антонина Григорьевна Участник Великой Отечественной войны, сотрудник военной контрразведки «СМЕРШ» проживала в этом доме с ноября 1959 г. по сентябрь 2019 г. |                                                           |                   | [ 60 ]        |
| 116 | Краснознаменная, 45                                                             | В этом доме с 1969 по 2009 год жил Почетный гражданин города Оренбурга, известный общественный и политический деятель Юрий Дмитриевич Гаранькин, внесший значительный вклад в развитие города | Барельеф Скульптор Соломаха С. Г.                         | 26.08.2010        | [ 61 ]        |
| 117 | Культурная, 21, МОУ «СОШ № 40»                                                  | В этой школе учился участник боевых действий в республике Афганистан Игорь Александрович Третьяк. Награжден орденом «Красная Звезда» посмертно. | Афганистан, текстовый                                     | 10.11.2005        | [ 61 ]        |
| 118 | Культурная, 21, МОУ «СОШ № 40»                                                  | В этой школе в период с 1998 по 2008 год учился Ситник Виктор Анатольевич 31.12.1990 - 12.03.2022 капитан. Погиб при исполнении воинского долга в ходе проведения специальной военной операции. Награжден орденом Мужества (посмертно) |                                                           | 2023              | —             |
| 119 | Курача, 24, МОУ «СОШ № 46»                                                      | В этой школе учился рядовой Геращенко Николай Владимирович (16 апреля 2002 - 15 июня 2022). Погиб при проведении Вооружёнными силами РФ специальной военной операции на территории Украины. Награждён Орденом Мужества (посмертно) |                                                           | 2023              | —             |
| 120 | Курочкина, 1 а                                                                  | Улица названа именем Тимофея Петровича Курочкина (1909-1943 гг.) Героя Советского Союза, проявившего героизм в Великой Отечественной войне (1941-1945 гг.) | ВОВ                                                       | 22.06.1984 (2015) | [ 22 ] [ 62 ] |
| 121 | Курочкина, 2, МУДОД ЦВР «Подросток»                                             | В этой школе учились участники боевых действий в Чеченской Республике Владимир Владимирович Хусаинов Награжден орденом Мужества посмертно и Дмитрий Николаевич Сторожевых Погиб при исполнении воинского долга | графический                                               | 25.04.2008        | [ 62 ]        |
| 122 | Лабужского, 2а                                                                  | Улица названа в честь Героя Советского Союза Лабужского Степана Петровича – оренбуржца, погибшего 29 апреля 1945 года в бою на подступах к Берлину | ВОВ, текстовый                                            | 26.06.1978        | [ 22 ] [ 63 ] |
| 123 | Левашова, 17                                                                    | Улица названа именем Левашова, организатора подпольной Красной гвардии в Оренбурге, активного борца с дутовцами | гражданская война, текстовый                              |                   | [ 22 ] [ 63 ] |
| 124 | Ленинская, 5                                                                    | Сергей Калмыков 6 окт. 1891 - 27 апр. 1967. В этом доме до переезда в Алма-Ату в 1937 г. прошли оренбургские годы жизни выдающегося представителя русского авангардного искусства - живописца, графика, театрального оформителя, иллюстратора, автора философских текстов. Певец Оренбурга. Легко быть линией, трудно быть точкой, ибо в нашем мире все движется | Авторы: Абленин Ф.М., Храмов И.В.                         | 28.08.2014        | [ 64 ]        |
| 125 | Ленинская, 25                                                                   | В этом здании в годы Великой Отечественной войны 1941 – 1945 гг. в период с 19.07.1941 по 01.11.1946 находился эвакогоспиталь № 1654 | ВОВ, текстовый                                            | 29.04.2005        | [ 65 ]        |
| 126 | Ленинская, 25                                                                   | С 1830 по 1837 годы в Неплюевском военном училище, располагавшемся в этом здании, работал Томаш (Фома Карлович) Зан – естествоиспытатель и исследователь Оренбургского края, «устроитель и смотритель» первого оренбургского музея | ВОВ, текстовый Автор Абленин Ф.М.                         | 29.12.2009        | [ 65 ]        |
| 127 | Ленинская, 25                                                                   | 18 сентября 1919 года здесь происходило торжественное заседание рев. совета политического отдела 1-й Армии, партийного советского актива города Чкалова (Оренбурга) с участием М. И. Калинина и М. В. Фрунзе | Гражданская война, текстовый                              |                   | [ 22 ] [ 65 ] |
| 128 | Ленинская, 27                                                                   | В этом здании в годы Великой Отечественной войны 1941 – 1945 гг. в период с 19.07.1941 по 01.01.1946 находился эвакогоспиталь № 1654 | ВОВ                                                       | 29.04.2005        | [ 65 ]        |
| 129 | Ленинская, 27                                                                   | В этом здании работала Заслуженная артистка РСФСР, профессор института искусств, художественный руководитель Оренбургского государственного русского народного хора Людмила Ивановна Райкова (1931-2008) |                                                           |                   | —             |
| 130 | Ленинская, 28                                                                   | Здесь в январе по апрель 1919 г. находился штаб 1-й Революционной Армии под командованием Гая Дмитриевича Гая (Бжишкян) | ВОВ, текстовый                                            |                   | [ 22 ] [ 66 ] |
| 131 | Ленинская, 28                                                                   | В этом здании в 1919 г. находился штаб обороны г. Оренбурга. Командир – М. Д. Великанов, комиссар – А. А. Коростелев | гражданская война, текстовый                              |                   | [ 5 ] [ 66 ]  |
| 132 | Ленинская, 28а                                                                  | Варламов Сергей Андреевич (1908 - 1971 гг.). Первый председатель правления Оренбургского отделения СХ РСФСР (1954 - 1965 гг.). Инициатор создания и первый директор Оренбургского областного музея изобразительных искусств (1960 - 1971 гг.) |                                                           | 23.09.2014        | [ 66 ]        |
| 133 | Ленинская, 28а                                                                  | Памятный знак в честь почетного гражданина Оренбурга народного художника России Николая Павловича Ерышева (1936-2004) |                                                           |                   | [ 66 ]        |
| 134 | Ленинская, 29                                                                   | В этом здании в годы Великой Отечественной войны 1941 – 1945 гг. в период с 19.07.1941 по 01.01.1946 находился эвакогоспиталь № 1654 | ВОВ, текстовый                                            | 29.04.2005        | [ 67 ]        |
| 135 | Ленинская, 30                                                                   | На этом месте находился дом, в котором с 1744 по 1763 гг. проживал с семьей Михаилъ Егоровичъ Карамзинъ 1726 - 1781 дворянин, офицер Пензенского пехотного полка, один из основателей Оренбургской крепости, отец историографа Н.М. Карамзина | Автор Абленин Ф.М.                                        |                   | [ 67 ]        |
| 136 | Ленинская, 31                                                                   | Здесь с 1890 по 1918 год жил известный татарский поэт ЗАКИР САДЫКОВИЧ РАМИЕВ /ДЭРДМЕНД/ 1859-1921 |                                                           |                   | [ 67 ]        |
| 137 | Ленинская, 44                                                                   | Здесь был дом, где жил В. И. Даль 19 сентября 1833 г. у него гостил А. С. Пушкин |                                                           |                   | [ 68 ]        |
| 138 | Ленинская, 50                                                                   | В этом здании в 1920 – 1923 гг. жил А. В. Затаевич, композитор, собиратель казахских песен | текстовый                                                 |                   | [ 5 ] [ 68 ]  |
| 139 | Ленинская, 56                                                                   | В этом здании 4-го апреля 1918 г. белоказаки зверски зарубили всех красногвардейцев отряда. «Слава героям, павшим в борьбе за Советскую власть» | гражданская война, текстовый                              |                   | [ 5 ] [ 68 ]  |
| 140 | Ленинская, 59                                                                   | На юридическом факультете Оренбургского сельскохозяйственного института (ныне Оренбургский государственный аграрный университет) работала доктор юридических наук, профессор 1993-1995 гг - заведующий кафедрой судоустройства и судопроизводства 1995-2001 гг - проректор по международным связям 2015-2018 гг - профессор кафедры уголовного права и процесса АНТОНИНА ПЕТРОВНА ГУСЬКОВА (8.12.1932-18.05.2018) Заслуженный юрист Российской Федерации, почетный работник высшего профессионального образования Российской Федерации, член Международной ассоциации содействия правосудию |                                                           | 25.03.2021        | [ 69 ]        |
| 141 | Ленинская, 59                                                                   | В 1939 - 1940 годах в Чкаловском сельскохозяйственном институте (ныне Оренбургский государственный аграрный университет) помощником ректора работал Кирилл Прокофьевич Орловский (1895 - 1968). В 1943 году удостоен звания Героя Советского Союза. В 1958 году - звания Героя Социалистического Труда. Двадцать четыре года руководил колхозом Рассвет Могилевской области и вывел его в число лучших хозяйств СССР |                                                           | 18.08.2015        | [ 69 ]        |
| 142 | Ленинская, 59                                                                   | В годы Великой Отечественной войны в учебных клиниках с/х института действовал оборонный завод. |                                                           |                   | [ 69 ]        |
| 143 | Ленинская, 59                                                                   | Памяти сотрудников и студентов Оренбургского сельскохозяйственного института, погибших на фронтах Великой Отечественной войны 1941-1945 г.г. Вечная память и слава им! |                                                           |                   | [ 70 ] [ 69 ] |
| 144 | Ленинская, 59                                                                   | Удовин Григорий Максимович заслуженный деятель науки РФ, доктор ветеринарных наук, профессор (1908-1992). Выдающийся учёный морфолог, член Европейской ассоциации ветеринарных анатомов. Основатель оренбургской школы ветеринарных морфологов. Проработал в вузе более 50 лет. |                                                           |                   | —             |
| 145 | Ленинская, 59                                                                   | Шевченко Борис Петрович 1936-2021 Заслуженный деятель науки РФ Доктор биологических наук, профессор. Ведущий морфолог. Стаж работы более 50 лет. |                                                           | 9.04.2021         | [ 71 ]        |
| 146 | Ленинская, 59                                                                   | Здесь работал Герой Социалистического Труда Рогов Евгений Евдокимович С 1966 по 1988 гг. проректор Оренбургского сельскохозяйственного института, кандидат экономических наук |                                                           |                   | —             |
| 147 | Ленинская, 63                                                                   | В этом здании в 1941 году преподавал военное дело курсантам Чкаловского танкового училища Гафиятулла Шагимарданович Арсланов (1915 – 1945 гг.), Герой Советского Союза (1940) | ВОВ, барельеф                                             | 20.04.2009        | [ 72 ]        |
| 148 | Лечебный переулок, 6                                                            | В этом доме в 1917 году помещалась типография и печаталась большевистская газета Пролетарий |                                                           |                   | [ 72 ]        |
| 149 | Лобовская, 1                                                                    | Улица названа в честь Ивана Федоровича Лобова /1892-1920г.г./ Революционера-подпольщика Первого комиссара милиции города Оренбурга |                                                           |                   | [ 73 ]        |
| 150 | Львовская, 13                                                                   | В этой школе с 1962 по 1995 год работал Заслуженный учитель школы РСФСР Проскурин Николай Васильевич (1928 - 2013). Первый директор школы, внесший значительный вклад в становление и развитие образовательного учреждения |                                                           | 25.02.2015        | [ 73 ]        |
| 151 | Маврицкого, 72                                                                  | В этом доме с 1945 по 2000 годы жила Мадина Фатхеевна Рахимкулова (1916-2004) действительный член географического общества СССР, заслуженный работник культуры республики Татарстан, педагог, краевед, автор работ по истории и культуре татар Оренбуржья Бу йортта 1945-2000 елларда Оренбур татарлары тарихын яктыртучы Рәхимкулова Мәдинә Фәтхи кызы (1916-2004) яшаде |                                                           | 2018              | [ 74 ] [ 75 ] |
| 152 | Магнитогорская, 80                                                              | Здесь осенью 1941 формировался 29 гвардейский кавалерийский полк 8-й гвардейской кавалерийской Ровенской Краснознаменной ордена Суворова 2-й степени дивизии им. Морозова, под командованием генерала Суржикова М.И. | ВОВ, текстовый                                            | 30.12.1965 (2020) | [ 5 ] [ 74 ]  |
| 153 | Майский проезд, 8 МОУ «СОШ № 64»                                                | В этой школе учился участник боевых действий в республике Афганистан Виктор Николаевич Гребенников. Награжден орденом «Красная Звезда», посмертно | Афганистан, текстовый                                     | 10.11.2005        | [ 74 ]        |
| 154 | Максима Горького, 45                                                            | В этом здании с 1944г. по 1953г. работал советский гистолог член-корреспондент АМН СССР профессор Лазаренко Федор Михайлович |                                                           |                   | [ 35 ]        |
| 155 | Максима Горького, 45                                                            | В этом здании с 1944г. по 1960г. работал оренбургский хирург заслуженный врач РСФСР доцент Силантьев Александр Кузьмич |                                                           |                   | [ 35 ]        |
| 156 | Максима Горького, 45                                                            | Михайлов Сергей Сергеевич. В 1959-1963 г.г. руководил институтом и заведовал кафедрой оперативной хирургии и топографической анатомии. Заслуженный деятель науки РФ, доктор медицинских наук, профессор |                                                           |                   | —             |
| 157 | Малышевского, 5                                                                 | Улица названа именем Малышева И. М., активного участника Гражданской войны на Урале, расстрелянного дутовцами в 1918 году | гражданская война, текстовый                              | 1976              | [ 5 ] [ 76 ]  |
| 158 | Маршала Жукова, 21                                                              | Улица имени маршала Георгия Константиновича Жукова в ознаменование 55 годовщины победы в Великой Отечественной войне в 1941-1945 гг. | ВОВ, барельеф Автор Фазутов С. Б., скульптор Емаева Н. К. | 08.05.2000        | [ 77 ]        |
| 159 | Мебельная, 32 (напротив Мартынова, 20)                                          | Улица названа именем Мартынова Ивана Денисовича, Члена Оренбургского Военно-стачечного комитета чрезвычайного комиссара по снабжению войск фронта | ВОВ, Текстовый, доска есть, но не висит                   | 1976              | [ 5 ] [ 76 ]  |
| 160 | Минская, 1, МОУ «СОШ № 16»                                                      | В этой школе учились Владимир Иванович Волков Андрей Дмитриевич Чердинцев участники боевых действий в республике Афганистан. Награждены медалью «Воину-Интернационалисту от благодарного афганского народа» посмертно. | Афганистан, текстовый                                     |                   | [ 76 ]        |
| 161 | Мира, 10                                                                        | Почетному гражданину города Оренбурга известному общественному деятелю, краеведу Олегу Филипповичу Балыкову |                                                           |                   | [ 78 ]        |
| 162 | Мусы Джалиля, 90                                                                | Улица названа именем Мусы Джалиля – Героя Советского Союза, известного татарского поэта, погибшего в фашистских застенках | ВОВ, текстовый                                            | 1976              | [ 34 ] [ 78 ] |
| 163 | Набережная, 18                                                                  | В этом доме проживал с 1935 по 1937 г. Абдрахманов Жусуп Абдрахманович (28.12.1901 - 5.11.1938) Великий сын кыргызского народа, видный государственный деятель и один из основателей Кыргызской Республики |                                                           | 29.05.2018        | [ 78 ] [ 26 ] |
| 164 | Набережная 29                                                                   | В этом здании, где с 1897 по 1918 гг. располагалась Оренбургская учёная архивная комиссия, с 1902 по 1912 гг. работал Жозеф-Антуан (Иосиф Антонович) Кастанье (1875-1958) российский археолог и востоковед, фигурирующий в романе Юрия Домбровского Хранитель древностей, французский политический историк, кавалер ордена Почетного Легиона | Авторы: Абленин Ф.М., Храмов И.В.                         | 22.11.2017        | [ 79 ] [ 80 ] |
| 165 | Набережная 29                                                                   | Чубарева Роза Петровна. Первый руководитель Музея истории Оренбурга (с 1983 по 2015 годы). Внесла большой вклад в создание музея и его филиалов |                                                           | 13.10.2023        | [ 81 ]        |
| 166 | Народная, 16/1, МОУ «СОШ № 1»                                                   | В этой школе учился известный киносценарист и драматург Алексей Алексеевич Саморядов | графический Автор Абленин Ф.М.                            | 05.07.2004        | [ 82 ]        |
| 167 | Народная, 16/1, МОУ «СОШ № 1»                                                   | В этой школе учился участник боевых действий в Чеченской Республике Александр Анатольевич Чашкин Награжден орденом Мужества посмертно |                                                           |                   | [ 83 ]        |
| 168 | Народная, 18                                                                    | В этом доме жил участник боевых действий в Республике Афганистан Николай Федорович Юрченко. Награжден орденом «Красная звезда», посмертно | Афганистан, графический                                   | 25.04.2008        | [ 83 ]        |
| 169 | Невельская, 4а / Цвиллинга 65                                                   | Улица названа в честь 360-й Невельской Краснознаменной стрелковой дивизии, сформированной из оренбуржцев в 1941 году. | ВОВ, текстовый                                            | 07.05.1981        | [ 10 ] [ 83 ] |
| 170 | Невельская 24/1                                                                 | В этом здании с 1993 по 2023 год работала Зебзееве Галина Андреевна (1948 - 2023). Заслуженный врач Российской Федерации. Отличник здравоохранения. Галина Андреевна внесла неоценимый вклад в развитие эпидемиологической службы, являлась 30 лет главным внештатным эпидемиологом Оренбургской области. Посвятила жизнь служению людям! Доброе имя Галины Андреевны должно навсегда остаться в нашей памяти. «Праздники прошли без санитарных потерь» «У врача должно быть эпидмышление» Г.А. Зебзеева                                                                                    |                                                           | 29.06.2023        | [ 84 ]        |
| 171 | Невельская 24                                                                   | Яков Иосифович Коц 8.01.1931 - 8.11.2014. В этой клинике с 1957 по 2011 гг. работал выдающийся клиницист, педагог, ученый, заслуженный деятель науки, почетный кардиолог России, профессор | Скульпторы: Ульянов И. Н., Ульянова О. Е.                 |                   | [ 85 ]        |
| 172 | Нежинское шоссе, 4 ЦРБ                                                          | Данное лечебное учреждение создавалось при главном враче, организаторе здравоохранения Долгушине Николае Николаевиче |                                                           | 26.12.2020        | [ 86 ]        |
| 173 | Николаева, 20 / Успенская, 25, Ростоши                                          | Памятный знак в честь Почётного гражданина Оренбурга заслуженного работника нефтяной и газовой промышленности Российской Федерации, генерального директора ГП "Оренбурггазпром" (1989-2002гг.), академика Российской Академии наук Василия Васильевича Николаева (11.02.1939-28.06.2007гг.) |                                                           |                   | —             |
| 174 | Новая, 21/3, МОУ «СОШ №78»                                                      | В этой школе училась Серкова Светлана Ивановна, отдавшая свою жизнь за восстановление мира и конституционного порядка на Северном Кавказе |                                                           | 21.05.2003        | [ 85 ] [ 87 ] |
| 175 | Новая, 21/3, МОУ «СОШ №78»                                                      | Выпускница школы №78, медицинская сестра Серкова Светлана Ивановна погибла при исполнении служебных обязанностей в Чеченской Республике. Награждена «Орденом мужества», медалью «За ратную доблесть» посмертно. |                                                           | 21.05.2003        | [ 85 ]        |
| 176 | Ноябрьская, 45, МОУ «СОШ №68»                                                   | Здесь, в МОАУ "Средняя общеобразовательная школа №68" с углубленным изучением русского языка и математики с 2007 по 2016 учился Абрамов Данил Дмитриевич 28.10.2000 - 22.03.2022 Рядовой РФ. Погиб в ходе СВО на территории Украины. Награждён орденом Мужества (посмертно). Детское сердцу явилось огромным, Смело сражалось с врагом вероломным. Дети - герои, идя на войну, Насмерть стояли, спасая страну! |                                                           | 2003              |               |

### О-Т
| №   | Изображение и адрес                                                                          | Надпись | Описание                                                                              | Год                     | Пр.                     |
| --- | -------------------------------------------------------------------------------------------- | --- | ------------------------------------------------------------------------------------- | ----------------------- | ----------------------- |
| 173 | Одесская, 148 ОГУ Университетский колледж                                                    | Памятный знак в честь заслуженного учителя школы Российской Федерации, директора колледжа электроники и бизнеса ГОУ ОГУ Книжника Вячеслава Степановича (с 1949 по 2005 гг.) | текстовый                                                                             | 22.08.2006              | [ 88 ]                  |
| 174 | Орджоникидзе, 226                                                                            | Аллея славы заложена в честь 70-летия Победы в Великой Отечественной войне ветеранами областной общественной организации "Жители блокадного Ленинграда" и учащимися школы | ВОВ                                                                                   | 2016                    | [ 89 ]                  |
| 175 | Орджоникидзе, 226                                                                            | В этой школе с 1950 по 1980 год работал учителем Бородейко Владимир Прохорович, ветеран Великой Отечественной войны. | ВОВ                                                                                   | 2016                    | [ 89 ] [ 90 ]           |
| 176 | Орджоникидзе, 226                                                                            | В этой школе с 1949 по 1967 год работал учителем Зубков Борис Мефодьевич, ветеран Великой Отечественной войны. | ВОВ                                                                                   | 2016                    | [ 89 ] [ 90 ]           |
| 177 | Орджоникидзе, 226                                                                            | В этой школе с 1945 по 1947 год работала учителем Иштерякова Галина Ивановна, ветеран Великой Отечественной войны | ВОВ                                                                                   | 2016                    | [ 89 ] [ 90 ]           |
| 178 | Орджоникидзе, 226                                                                            | В школе № 17 с 1936 по 1941 год учился Киреев Николай Иванович, летчик, участник Великой Отечественной войны. Награжден орденом Отечественной войны II степени посмертно | ВОВ                                                                                   | 2016                    | [ 89 ] [ 90 ]           |
| 179 | Орджоникидзе, 226                                                                            | Ветеран Великой Отечественной войны Сударев Владимир Кузьмич работал директором школы № 17 с 1959 по 1985 год. Награжден орденом Отечественной войны II степени | ВОВ                                                                                   | 2016                    | [ 89 ] [ 90 ]           |
| 180 | Орджоникидзе, 226                                                                            | Ветеран Великой Отечественной войны Шарифуллин Сибгатулла Хайруллович работал учителем в этой школе с 1972 по 2007 год | ВОВ                                                                                   | 2016                    | [ 89 ] [ 90 ]           |
| 181 | Орлова, 1                                                                                    | Улица названа именем Героя Советского Союза Павла Александровича Орлова (1923-1945 гг.), погибшего в боях за Родину в годы Великой Отечественной войны | ВОВ, текстовый                                                                        | 1975                    | [ 10 ] [ 91 ]           |
| 182 | Орлова, 11                                                                                   | 1941-1945 Вам павшим в боях за свободу и независимость нашей родины от благодарного коллектива ОМЭЗ | ВОВ                                                                                   |                         | [ 92 ]                  |
| 183 | Парковый проспект, 2                                                                         | В этом здании размещался первый губернский Совет профсоюзов. Председатель И.И. Прокофьев. | ДОСКА ОТСУТСТВУЕТ                                                                     |                         | [ 10 ]                  |
| 184 | Парковый проспект, 6                                                                         | В этом здании 14/27 ноября 1917 года Оренбургский Военно-революционный комитет издал приказ о переходе всей власти в руки Советов рабочих и солдатских депутатов | гражданская война, текстовый                                                          |                         | [ 10 ] [ 92 ]           |
| 185 | Парковый проспект, 6                                                                         | В здании Караван-Сарая 8 - 20 декабря 1917 года прошел Всебашкирский учредительный съезд, который утвердил провозглашение Башкирским областным шуро автономии Башкортостана и образовал первое Правительство республики. В 1917 - 1918 годах здание Караван-Сарая являлось резиденцией Правительства Башкортостана и штабом Башкирского войска. | текстовый                                                                             | 24.11.2007              | [ 93 ]                  |
| 186 | Парковый проспект, 6                                                                         | Въ этомъ зданiи 21 iюля (3 августа) 1914 года былъ зачитанъ вице-губернатором бароном Тизенгаузеном Высточайшiй манифестъ о началѣ войны съ Германiей и Австро-Венгрiей. Доска установлена в память оренбуржцам, погибшим на полях Первой Мировой войны (1914 - 1918 гг.) Август 1999 г. | текстовый                                                                             |                         | [ 92 ]                  |
| 187 | Парковый проспект, 7                                                                         | В этом здании с 1946 по 1961год находилось Сталинградское /Оренбургское/ суворовское военное училище |                                                                                       | 2013                    | [ 94 ]                  |
| 188 | Парковый проспект, 7                                                                         | Здесь работал художником академик Л.В. Попов 1907-1914 гг. |                                                                                       |                         | [ 10 ]                  |
| 189 | Парковый проспект, 40                                                                        | В годы Великой Отечественной войны в этом здании располагалось отделение госпиталя № 359 | ВОВ                                                                                   |                         | [ 95 ]                  |
| 190 | Пикетная, 63                                                                                 | В этой школе учился Кавалер ордена Мужества Бирюков Александр Михайлович (06.09.1975 – 16.05.1995) Пал смертью храбрых в ходе контртеррористической операции в Чечне в составе 503-го отдельного отряда 3-й гвардейской отдельной бригады спецсназа ГРУ ГШ. |                                                                                       | 25.03.2021              | [ 95 ]                  |
| 191 | Пикетная, 63                                                                                 | В этой школе учился участник боевых действий в республике Афганистан Юриков Александр Николаевич (19.05.1957-15.03.1980) Награждён орденом «Красная Звезда» посмертно. В должности командира мотострелкового взвода 201 МСД ценою своей жизни выполнил боевую задачу, поставленную командиром |                                                                                       | 25.03.2021              | [ 95 ]                  |
| 192 | Победы проспект, 3                                                                           | Памятная доска в честь граждан Оренбурга – победителей в Великой Отечественной войне в квартире № 18 этого дома с 1965 по 2020 годы жили: Татьяна Аристарховна Кувшинова – подпольщица Донбасса, Василий Артёмович и Нина Петровна Китовы – гвардии подполковник артиллерии и подпольщица Донбасса, Борис Андреевич Кувшинов – сапёр-разведчик |                                                                                       | 07.05.2021              | [ 96 ] [ 97 ]           |
| 193 | Победы проспект, 13, 3 корпус                                                                | Здесь с 1973 г. по 1986 г. работал член-корреспондент АН СССР Александр Степанович Хоментовский. |                                                                                       | 1986                    | [ 10 ] [ 11 ]           |
| 194 | Победы 75/1                                                                                  | Здесь в 1941 м году на базе эвакуированного завода из Москвы оборудования был основан Оренбургский Инструментальный Завод (завод свёрл). В годы Великой Отечественной Войны продукция завода - свёрла поставлялись в прифронтовые мастерские. За достигнутые результаты заводу было присвоено звание Предприятие коммунистического труда. |                                                                                       | 09.08.2023              | [ 98 ]                  |
| 195 | Победы проспект, 140                                                                         | Больница основана в 1954 году как медсанчасть машиностроительного завода п/я 936 (ныне АО ПО "Стрела") 2015 год |                                                                                       | 2015                    | [ 99 ]                  |
| 196 | Победы проспект, 140                                                                         | Здесь заложена капсула времени с обращением к медикам 2068 г. от сотрудников ГАУЗ ГКБ им. Н.И. Пирогова города Оренбурга июнь 2018 г. |                                                                                       | 01.06.2018              | [ 99 ]                  |
| 197 | Победы проспект, 140                                                                         | Миссия больницы Оказывать Человеку высококвалифицированную, доступную медицинскую помощь на основе стандартных и инновационных технологий. Мы неуклонно повышаем эффективность диагностики, лечения, оздоровления и качество медицинского обслуживания пациентов, воспитываем у населения сознательное отношение к своему здоровью, базируясь на опыте и традициях больницы. Мы постоянно повышаем квалификацию сотрудников и формируем высокую корпоративную культуру, профессиональную честь и гордость. Мы осознаем ответственность перед каждым, кто обратился к нам за помощью, будь то гражданин или корпоративный заказчик, заботящийся о своих сотрудниках. 2015 год                                    |                                                                                       | 2015                    | [ 99 ]                  |
| 198 | Победы проспект, 156                                                                         | Почетному гражданину города Оренбурга Герою Советского Союза Николаю Андреевичу Рощину (09.06.1922 - 28.10.2016) |                                                                                       |                         | [ 59 ]                  |
| 199 | Попова, 6 / Парковый проспект, 32, гостиница «Факел» (со стороны ул.Попова)                  | Улица названа именем Л.В. Попова (1874-1914 г.г.) главного художника-передвижника. Революционера-демократа | Текстовый                                                                             |                         | —                       |
| 200 | Постникова, 11                                                                               | В этом здании в 1917 г. был клуб Оренбургского комитета РСДРП. Здесь на собрании социал-демократов обсуждались тезисы Ленина. Здесь оренбургские большевики готовили массы к вооруженному восстанию за власть Советов. | ДОСКА ОТСУТСТВУЕТ                                                                     |                         | [ 100 ]                 |
| 201 | Постникова, 28                                                                               | Улица названа именем активного участника Гражданской войны в Оренбуржье Постникова Н. Е. (1881 – 1922 гг.) | гражданская война, текстовый                                                          | 1984                    | [ 100 ] [ 59 ]          |
| 202 | Правды, 6                                                                                    | В этом здании в марте 1918 г. открылся первый Оренбургский губернский съезд Советов |                                                                                       |                         | [ 10 ] [ 101 ]          |
| 203 | Правды, 7                                                                                    | Здесь в 1919 году в период обороны города Оренбурга от Колчаковских войск находился штаб 218-го Советского рабочего красногвардейского полка |                                                                                       |                         | [ 101 ]                 |
| 204 | Правды, 9                                                                                    | Здесь стоял дом, в котором с 1906 по 1918 гг. жил ученый-мыслитель, педагог, создатель татарской историко-биографической энциклопедии, редактор журнала «Шура» в Оренбурге Разаэтдин Ибн Фахретдин (1859 – 1936 гг.) | текстовый                                                                             |                         | [ 10 ] [ 101 ]          |
| 205 | Правды, 10, Здание ГУК «Областной дом литераторов»                                           | В этом здании с 1977 по 2008 годы работал выдающийся русский писатель и общественный деятель Николай Корсунов. | Барельеф                                                                              | 08.12.2009              | [ 102 ]                 |
| 206 | Привокзальная площадь, ж.д. вокзал                                                           | 18 сентября 1919 года на Привокзальной площади города Оренбурга на митинге трудящихся выступал Михаил Иванович Калинин. |                                                                                       | 13.01.1975              | [ 100 ] [ 102 ]         |
| 207 | Привокзальная площадь, ж.д. вокзал                                                           | В 1876 г. Оренбург посетил Л.Н. Толстой. Был среди первых пассажиров железнодорожной линии Самара - Оренбург. |                                                                                       | 14.05.1979 (29.06.2023) | [ 100 ] [ 102 ]         |
| 208 | Привокзальная площадь, ж.д. вокзал                                                           | 12 июня 1921 г. на митинге трудящихся на привокзальной площади ст. Оренбург член ВЦИК, секретарь ЦК РКП Е.М. Ярославский вручил Оренбургским рабочим Почетное Революционное Знамя ВЦИК за героизм, проявленный при защите города во время наступления Колчака. | ДОСКА ОТСУТСТВУЕТ                                                                     | 1973                    | [ 100 ]                 |
| 209 | Привокзальная площадь, ж.д. вокзал                                                           | В марте 1929 г. во время поездки с политическими докладами по Среднему Поволжью г. Оренбург посетил первый нарком просвещения А.В. Луначарский. | ДОСКА ОТСУТСТВУЕТ                                                                     | 1967                    | [ 100 ]                 |
| 210 | Пролетарская, 43                                                                             | Памятный знак в честь Почетного гражданина Оренбурга композитора Алексея Федоровича Цибизова |                                                                                       |                         | [ 54 ]                  |
| 211 | Промысловый переулок, 11, Лицей № 7                                                          | Школа построена болгарскими специалистами в 1976 году | текстовый                                                                             |                         | [ 103 ]                 |
| 212 | Просторная, 14/1, МОУ «СОШ № 69» (по центру)                                                 | В этой школе учился с 1983-1993 гг. Иванов Владимир Викторович. Погиб в Чечне. Награжден орденом Мужества посмертно | графический                                                                           | 12.08.2005              | [ 103 ]                 |
| 213 | Просторная, 14/1, МОУ «СОШ № 69» (справа)                                                    | В этой школе учился участник боевых действий в Чеченской Республике Дмитрий Викторович Майстренко. Погиб при исполнении воинского долга. | графический                                                                           | 25.04.2008              | [ 103 ]                 |
| 214 | Просторная, 14/1, МОУ «СОШ № 69» (слева)                                                     | В этой школе с 1983 по 1988 годы учился Вадим Владимирович Галимов. Погиб при исполнении служебного долга 21 августа 2004 года при тушении пожара на Гелиевом заводе «Оренбурггазпром». Награжден орденом мужества (посмертно). | графический                                                                           | 10.10.2013              | [ 103 ]                 |
| 215 | Просторная, 25/1, 1 подъезд                                                                  | В этом доме жил Герой России подполковник Петрушин Владимир Александрович (1 апреля 1986 - 24 июня 2022). Командир 1 авиационной эскадрильи (на Ил-76) 117 военно-транспортного авиационного полка 18 военно-транспортной авиационной дивизии командования ВТА. 24 июня 2022 года самолёт Ил-76 под управлением подполковника Петрушина В. А., после выполнения специальной задачи, вылетел с аэродрома г. Рязань. В полёте над жилым районом города произошёл нелокализуемый пожар воздушного судна. Ценою собственной жизни, совершил аварийную посадку, отведя горящий самолёт от жилых кварталов. Указом Президента России от 17 октября 2022 года присвоено звание Героя Российской Федерации (посмертно). |                                                                                       | 2024.06.04              | [ 104 ] [ 105 ] [ 106 ] |
| 216 | Прохоренко / Нижний проезд, 8/1                                                              | Улица названа в честь Героя Российской Федерации старшего лейтенанта Прохоренко Александра Александровича (1990-2016) военнослужащего Сил специальных операций Вооруженных Сил Российской Федерации геройски погибшего при исполнении служебных обязанностей в ходе боев с террористами по освобождению сирийской Пальмиры | графический                                                                           | 2016                    | [ 107 ]                 |
| 217 | Пушкинская, 18, Здание ОГПУ (корпус № 4)                                                     | В этом здании в годы Великой Отечественной войны 1941 – 1945 гг. в период с 11.07.1941 по 01.01.1946 находился эвакогоспиталь № 1658 | ВОВ, текстовый                                                                        | 29.04.2005              | [ 107 ]                 |
| 218 | Пушкинская, 20 / Советская, 23                                                               | Григорий Леонидович Гендель 1953 - 2010, профессор, доктор технических наук, академик РАЕН и АГН, лауреат Государственной и Правительственной премий РФ, заслуженный деятель науки РФ, директор ВолгоУралНИПИгаз с 2006 по 2010 г. | Скульптор Оришкевич Н. П.                                                             | 25.12.2012              | [ 108 ]                 |
| 219 | Пушкинская, 20 / Советская, 23                                                               | В этом здании работал лауреат Государственной премии СССР, заслуженный работник нефтяной и газовой промышленности РСФСР Владимир Александрович Швец (1930 – 1989). | Барельеф                                                                              | 08.11.2007              | [ 108 ]                 |
| 220 | Пушкинская, 20 / Советская, 23                                                               | В этом здании работал дважды лауреат Государственной премии СССР, Почетный гражданин города Оренбурга Илья Абрамович Шпильман (1918 - 2006). | Барельеф                                                                              | 08.11.2007              | [ 108 ]                 |
| 221 | Пушкинская, 20 / Советская, 23                                                               | Почтовая карточка В этом здании – гостинице № 1 – в годы Великой Отечественной войны проживал актер-фронтовик, поэт Ансамбля красноармейской песни и пляски Южно-Уральского военного округа Алексей Фатьянов Вместе с известным композитором Василием Соловьевым-Седым, эвакуированным в 1941-1943 годах в Чкалов (Оренбург), они создали полюбившиеся всем песни: «На солнечной поляночке», «Соловьи», здесь начался их долгий творческий союз.» | ВОВ Авторы: Токторалиева С. А., Храмов И. В.                                          | 24.06.2019              | [ 109 ]                 |
| 222 | Пушкинская, 39                                                                               | В 1917 году в этом доме были проведены первый и второй общеказахские съезды, ставшие важной вехой в становлении национальной государственности Казахстана | С текстом на русском и казахском языках                                               | 17.08.2010 (24.11.2010) | [ 110 ] [ 111 ] [ 112 ] |
| 223 | Пушкинская, 42                                                                               | Здесь жил с 1836 по 1841 гг. Владимир Иванович Даль выдающийся лингвист, писатель, составитель Толкового словаря живого великорусского языка, чиновник по особым поручениям при оренбургском губернаторе В.А. Перовском | текстовый                                                                             | 06.06.2020              | [ 113 ] [ 114 ]         |
| 224 | Пушкинская, 63                                                                               | Старший лейтенант Прохоренко Александр Александрович (1990 - 2016) Курсант Оренбургского высшего зенитного ракетного командного Краснознамённого училища им. Г.К. Орджоникидзе (2007 - 2008). Выпускник Смоленской Военной академии войсковой противовоздушной обороны ВС РФ (2012). Погиб 17 марта 2016 г. при выполнении боевой задачи по наведению ударов российской авиации в ходе военной операции в Сирии. Попав в окружение боевиков, вызвал огонь на себя. Указом Президента России от 11 апреля 2016 г. за мужество и героизм, проявленные при исполнении воинского долга, присвоено звание Героя Российской Федерации (посмертно).                                                                    |                                                                                       |                         | [ 115 ]                 |
| 225 | Пушкинская, 63                                                                               | На этом месте с 1936 по 2008 годы располагалось Оренбургское Высшее Зенитное Ракетное Краснознаменное училище имени Г.К. Орджоникидзе, которое вело подготовку офицеров для войск ПВО сухопутных войск (войсковой ПВО) |                                                                                       |                         | [ 115 ]                 |
| 226 | Раздольная улица, 1, Ростоши Здание Опытной станции садоводства и виноградарства ВСТИП РАСХН | В этом здании с 1963 по 1999 годы работал Заслуженный агроном РФ Федор Ильич Шатилов основатель Государственного научного учреждения Оренбургская опытная станция садоводства и виноградарства |                                                                                       |                         | —                       |
| 227 | Расковой / Ленинградская, 82                                                                 | Улица названа именем Героя Советского Союза, советской летчицы-штурмана Марины Михайловны Расковой (1912 - 1943). Одна из первых женщин, удостоенная в 1938 году звания Героя Советского Союза. В годы Великой Отечественной войны командир женского бомбардировочного авиаполка. Трагически погибла в авиационной катастрофе | ВОВ                                                                                   |                         | —                       |
| 228 | Родимцева, 6                                                                                 | Улица названа в честь дважды Героя Советского Союза, генерал-полковника Александра Ильича Родимцева (1905 – 1977 гг.), уроженца села Шарлык Оренбургской области | ВОВ, текстовый                                                                        | (обновлен в 2015 г.)    | [ 13 ] [ 116 ]          |
| 229 | Рощина, 5                                                                                    | Улица названа в честь Героя Советского Союза Рощина Николая Андреевича 1922-2016. Проявил мужество и героизм в годы Великой Отечественной войны |                                                                                       | 25.03.2021              | [ 117 ]                 |
| 230 | Рыбаковская, 61 / Победы проспект, 9                                                         | Улица названа именем Петра Рыбака - рабочего Главных железнодорожных мастерских, красногвардейца, геройски погибшего 4 апреля 1918 года. |                                                                                       |                         | [ 96 ]                  |
| 231 | Рыбаковская, 61 / Победы проспект, 9                                                         | Памятный знак в честь Почетного гражданина Оренбурга писателя и ученого Леонида Наумовича Большакова (1924-2004) |                                                                                       |                         | [ 96 ]                  |
| 232 | Салавата Юлаева, 28 п. Берды                                                                 | 1.Ст. «На этом месте стоял дом казачки Бунтовой с которой 19 сентября 1833 г. (старый ст.) беседовал А.С. Пушкин» 2.Нов. «На этом месте стоял дом казачки Бунтовой И.А., с которой в сентябре 1833 г. беседовал А.С. Пушкин» | текстовый, смонтированы две таблички – старая и новая                                 | (обновлен в 2015 г.)    | [ 118 ] [ 19 ]          |
| 233 | Салавата Юлаева, 62, п. Берды, Детский сад N 50                                              | Улица названа в честь национального героя башкирского народа Салавата Юлаева, сподвижника Е.И. Пугачева в Крестьянской войне 1773-1775 гг. | текстовый                                                                             | 19.05.2005              | —                       |
| 234 | Салмышская, 3/2, Гимназия № 8 (средняя школа № 44)                                           | Здесь учился лейтенант ВДВ Лев Урумбасарович Таикешев с 1981 по 1991 годы. Геройски погиб в 1995 г. в Чеченской республике при выполнении воинского долга по защите конституционного строя России. Награждён Орденом Мужества /посмертно/ | графический                                                                           | 17.03.2004              | [ 119 ]                 |
| 235 | Салмышская, 72/2                                                                             | В этом доме жил начальник РЭБ, штурман корабля 117 военно-транспортного авиационного полка, майор Перминов Степан Николаевич. Героически погиб, борясь за жизнь мирных жителей и своих боевых товарищей, уводя горящий самолёт от жилых домов |                                                                                       | 09.06.2023              | [ 120 ] [ 121 ]         |
| 236 | Селивановский 30                                                                             | Пожарная часть по охране Центрального района г. Оренбурга Создана 26 февраля 1972 г. Здание введено в эксплуатацию в апреле 1979 г. Большой вклад в создание и дальнейшее развитие внесли: Калашников Владимир Фёдорович Якунин Борис Васильевич Филиппов Геннадий Фёдорович Коротких Василий Фёдорович Мовчан Василий Дмитриевич Активное участие в строительстве здания принимал весь личный состав подразделения |                                                                                       |                         | [ 119 ]                 |
| 237 | Сергея Лазо, 8/2, МОАУ СОШ № 54                                                              | Герой Советского Союза Климов Василий Владимирович 09.05.1917 – 18.04.1979 Проживал в г. Оренбурге |                                                                                       | 25.03.2021              | [ 117 ]                 |
| 238 | Сергея Лазо, 9, МОАУ СОШ № 79                                                                | В этой школе с 1982 по 1991 годы учился лейтенант полиции Ахметов Рафаэль Ракетович сотрудник ОМОН "Кобра" Управления Росгвардии по Оренбургской области. Геройски погиб в апреле 2022 года при исполнении служебного долга в ходе специальной военной операции на территории Украины. Награждён орденом Мужества (посмертно) |                                                                                       |                         | [ 122 ]                 |
| 239 | Серова, 10                                                                                   | Улица названа именем Героя Советского Союза, летчика-испытателя Анатолия Константиновича Серова (1910 - 1939). В 1931 году окончил Оренбургскую школу летчиков. Золотой Звезды Героя удостоен в 1938 году за успешное выполнение поставленных задач во время гражданской войны в Испании. Трагически погиб при проведении очередного испытательного полета | ВОВ                                                                                   | 28.04.2015              | [ 123 ]                 |
| 240 | Советская, 1                                                                                 | В этом здании с 1955 г. по 1957 г. учился первый в мире летчик-космонавт СССР Юрий Алексеевич Гагарин | Барельеф                                                                              |                         | [ 13 ] [ 124 ]          |
| 241 | Советская, 1                                                                                 | Здесь в 1919 г. в период обороны г. Оренбурга от колчаковских войск находился штаб 210 стрелкового полка | гражданская война, текстовый                                                          |                         | [ 13 ] [ 124 ]          |
| 242 | Советская, 2                                                                                 | В этом здании в 1926 – 1927 гг. работал инструктором Оренбургского Укома комсомола Муса Джалиль, известный татарский поэт, лауреат Ленинской премии | Барельеф                                                                              | 30.12.1965 (1975)       | [ 13 ] [ 125 ]          |
| 243 | Советская, 2                                                                                 | В этом здании с 1920 – 1925 гг. находился ЦИК и Совнарком Киргизской АССР | текстовый                                                                             |                         | [ 13 ] [ 125 ]          |
| 244 | Советская, 2                                                                                 | 27 августа 1896 года здесь, в здании Оренбургской казённой палаты и Губернского казначейства, с инспекционной поездкой находился Сергей Юльевич Витте министр финансов Российской империи, почетный гражданин города Оренбурга |                                                                                       | 17.09.2018              | [ 125 ]                 |
| 245 | Советская, 2                                                                                 | В этом здании в сентябре 1876 г. останавливался Лев Николаевич Толстой. | ДОСКА ОТСУТСТВУЕТ                                                                     | 1979                    | [ 126 ]                 |
| 246 | Советская, 2                                                                                 | В период оренбургской зимы 1849-1850 гг. в этом здании бывал и рисовал великий сын Украины Т. Г. Шевченко | Барельеф, ДОСКА ОТСУТСТВУЕТ                                                           | 1979                    | [ 13 ]                  |
| 247 | Советская, 3                                                                                 | В это здание 9 июня 1847 г. был доставлен сосланный в Оренбургский край поэт Украины Тарас Шевченко. |                                                                                       |                         | [ 126 ] [ 127 ]         |
| 248 | Советская, 4                                                                                 | В этом здании с 1754 по 1767 гг. жил и работал П. И. Рычков, известный историк и исследователь Оренбургского края | Барельеф Автор Емаев А. Б., скульптор Петина Н. Г.                                    | 1982                    | [ 126 ] [ 127 ]         |
| 249 | Советская, 6, здание Медакадемии                                                             | Оренбургский государственный медицинский институт организован в августе 1944 г. |                                                                                       |                         | [ 128 ]                 |
| 250 | Советская, 6, здание Медакадемии                                                             | В этом здании в годы Великой Отечественной войны 1941 – 1945 гг. в период с 13.07.1941 по 01.10.1944 находился эвакогоспиталь № 1308 | ВОВ, текстовый                                                                        | 29.04.2005              | [ 128 ]                 |
| 251 | Советская, 7                                                                                 | 1841 1889 В этом здании с 1850 по 1857 г.г. учился великий казахский просветитель, писатель Ибрай Алтынсарин Бұл ұиде 1850 жылдан 1857 жылға дейін ұлы қазақ ағартушысы жазушы Ыбырай Алтынсарин окыды |                                                                                       |                         | [ 128 ]                 |
| 252 | Советская, 10                                                                                | В этом доме родился выдающийся советский ученый, Герой Социалистического труда, Академик А. И. Берг (1893 - 1979) | Барельеф Автор Емаев А. Б.                                                            | 1985                    | [ 126 ] [ 129 ]         |
| 253 | Советская, 11                                                                                | В этом доме в 1946 и 1950 годах останавливался выдающийся советский писатель и общественный деятель Александр Фадеев | Барельеф                                                                              |                         | [ 126 ] [ 130 ]         |
| 254 | Советская, 11                                                                                | В этом доме с 1953 по 1977 год жил заслуженный артист Казахской и Узбекской ССР, заслуженный деятель искусств РСФСР Юрий Самойлович Иоффе, художественный руководитель Оренбургского областного драматического театра им. М. Горького с 1953 по 1971 гг. | текстовый                                                                             | 01.10.2009              | [ 129 ]                 |
| 255 | Советская, 12, Здание Медакадемии                                                            | В этом здании в годы Великой Отечественной войны 1941 – 1945 гг. в период с 13.07.1941 по 01.10.1944 находился эвакогоспиталь № 1308 | ВОВ, текстовый                                                                        | 29.04.2005              | [ 130 ]                 |
| 256 | Советская, 13                                                                                | Памятный знак в честь Почетного гражданина Оренбурга полного кавалера ордена Славы Николая Степановича Гнатынова |                                                                                       |                         | [ 131 ]                 |
| 257 | Советская, 14                                                                                | Памятный знак в честь Почетного гражданина Оренбурга общественного деятеля Михаила Матвеевича Быстрова (1897-1986) |                                                                                       |                         | [ 131 ]                 |
| 258 | Советская, 16                                                                                | Здесь, в областном архиве, в 1957 году работал журналист, будущий писатель и драматург Юлиан Семенов (1931-1993) Оренбургские материалы о Яне Виткевиче – переводчике, разведчике и дипломате – легли в основу его первой книги Дипломатический агент | Бронзовый барельеф Авторы: Токторалиева С. А., Храмов И. В., скульптор Сукманов А. Е. | 06.10.2021              | [ 132 ]                 |
| 259 | Советская, 17                                                                                | В этом здании в октябре 1920 г. состоялся первый Учредительный съезд Советов Киргизской АССР | текстовый                                                                             |                         | [ 126 ] [ 133 ]         |
| 260 | Советская, 17                                                                                | Оренбургскому государственному институту искусств в 1997 году присвоено имя всемирно известных музыкантов Леопольда и Мстислава Ростроповичей |                                                                                       |                         | —                       |
| 261 | Советская, 17                                                                                | 27 июля (8 августа) 1891 года наследникъ престола цусаревичъ НИКОЛАЙ АЛЕКСАНДРОВИЧЪ будущий Российский императоръ почтилъ своимъ присутствиемъ оренбургское общественное СОБРАНИЕ | Скульпторы: Емаев А. Б., Оришкевич Н. П.                                              | 1991                    | [ 133 ]                 |
| 262 | Советская, 18, Здание ГОУ СПО Педагогический колледж № 3                                     | В этом здании в годы Великой Отечественной войны 1941 – 1945 гг. в период с 23.07.1941 по 01.12.1945 находился эвакогоспиталь № 1656 | ВОВ, текстовый                                                                        | 29.04.2005              | [ 134 ]                 |
| 263 | Советская, 19, Здание ГОУВПО ОГПУ                                                            | В этом здании в годы Великой Отечественной войны 1941 – 1945 гг. в период с 23.07.1941 по 01.12.1945 находился эвакогоспиталь № 1656 | ВОВ, текстовый                                                                        | 29.04.2005              | [ 135 ]                 |
| 264 | Советская, 19                                                                                | Виктор Васильевич Дорофеев 02.12.1927 - 30.09.2012 педагог, ученый, краевед, Почетный гражданин г. Оренбурга Преподавал в педагогическом ВУЗе с 1956 г. до 2010 г. | Авторы: архитектор ООО НПП РОНА А.Н. Гоношилин, скульптор Н. П. Оришкевич             | 05.12.2018              | [ 134 ]                 |
| 265 | Советская, 19                                                                                | В этом здании в период с 1941 по 1953 годы работал выдающийся ученый-филолог, пушкинист, сотрудник Пушкинского Дома Николай Васильевич Измайлов (1893 - 1981) |                                                                                       | 25.12.2013              | [ 135 ]                 |
| 266 | Советская, 19                                                                                | В этом здании учился участник боевых действий в Чеченской Республике Валерий Александрович Ермаков Награжден орденом «Мужества» посмертно | графический                                                                           | 25.04.2008              | [ 135 ]                 |
| 267 | Советская, 19                                                                                | Пиотровский Борис Брониславович - математик-педагог, инспектор классов Оренбургского Неплюевского кадетского корпуса (1915-1918 гг.), директор первой Оренбургской мужской гимназии (1918-1919 гг.), располагавшейся в этом здании | графический Авторы: Абленин Ф. М., Храмов И. В.                                       | 25.12.2006              | [ 136 ]                 |
| 268 | Советская, 19                                                                                | Пиотровский Борис Борисович – археолог, историк-востоковед, академик АН СССР, АН Армянской ССР, Лауреат Государственной премии СССР, герой Социалистического Труда, с 1931 года работник Государственного Эрмитажа, его директор в 1964 – 1990 годах, проживал в Оренбурге с 1915 по 1920 годы, учился и жил с отцом в этом здании | графический Авторы: Абленин Ф. М., Храмов И. В.                                       | 25.12.2006              | [ 136 ]                 |
| 269 | Советская, 22 / Правды, 5                                                                    | В этом здании в 1918 – 1919 годах работал первый губернский комиссар народного просвещения Карим Абдрауфович Хакимов (1892 – 1938) полномочный представитель СССР в Королевстве Саудовская Аравия (1924 – 1929, 1936 – 1937) |                                                                                       | 24.12.2018              | [ 137 ]                 |
| 270 | Советская, 23                                                                                | В этом здании с 1966 по 1981 год работал актер, режиссер, заслуженный работник культуры РФ, директор областного театра кукол и председатель Оренбургского отделения Всероссийского театрального общества Олег Евгеньевич Милохин (1914 - 2003) | Авторы: Абленин Ф. М., Храмов И. В.                                                   | 14.11.2014              | [ 137 ]                 |
| 271 | Советская, 24                                                                                | В этой школе с 1948 по 1958 годы учился Георгий Яковлевич Мартынюк (1940 - 2014). Народный артист России, с 1962 года бессменный актер Московского драматического театра на Малой Бронной. Сыграв около двадцати ролей в кино, снискал всесоюзную славу образом Пал Палыча Знаменского в телесериале Следствие ведут ЗнаТоКи. Семья Мартынюков жила на Горсоветской (ныне Правды) | Авторы: Абленин Ф. М., Храмов И. В.                                                   | 26.08.2014              | [ 138 ]                 |
| 272 | Советская, 24                                                                                | В этом здании, на главной гауптвахте, в апреле-мае 1850 г. содержался под арестом Тарас Шевченко | Барельеф Скульптор Емаев А. Б.                                                        | 1984                    | [ 126 ] [ 139 ]         |
| 273 | Советская, 24, Здание школы № 30                                                             | В этом здании в годы Великой Отечественной войны 1941 – 1945 гг. в период с 11.07.1941 по 01.01.1946 находился эвакогоспиталь № 1658 | ВОВ, текстовый                                                                        | 2005                    | [ 139 ]                 |
| 274 | Советская, 26                                                                                | 1. Разделить Средневолжский край…2. Обазовать Оренбургскую область… Председатель ВЦИК М. Калинин Москва, Кремль, 7 декабря 1934 г. (Выписка из Постановления ВЦИК) | ДОСКА ОТСУТСТВУЕТ                                                                     |                         | [ 126 ]                 |
| 275 | Советская, 26                                                                                | 8-12 января 1935 года здесь состоялся первый съезд Советов вновь образованной Оренбургской области. | ДОСКА ОТСУТСТВУЕТ                                                                     |                         | [ 126 ]                 |
| 276 | Советская, 27                                                                                | Юрий Александрович Авдеев (1930-1991) Композитор, музыковед, педагог, член Союза композиторов России, Ассоциации колокольного искусства России. По его чертежам и авторской технологии отлиты колокола на этой башне. |                                                                                       | 14.07.2023              | [ 140 ]                 |
| 277 | Советская, 27                                                                                | Часовая башня и торговый павильон сооружены в 1995 году по проекту архитектора Александра Сергеевича Иванова. 1947 - 2015 |                                                                                       | 17.10.2016              | [ 141 ]                 |
| 278 | Советская, 27                                                                                | В здании по Советской, 27 в годы Великой Отечественной войны с 1941 по 1943 годы размещался эвакуированный из Москвы в Чкалов Всесоюзный институт юридических наук (ныне Институт законодательства и сравнительного правоведения при Правительстве Российской Федерации), давший стране плеяду выдающихся юристов | ВОВ Авторы: Абленин Ф. М., Чебачев А. Н.                                              | 18.08.2015              | [ 142 ]                 |
| 279 | Советская, 28, Областной краеведческий музей                                                 | Сухтелен Павел Петрович (1788 - 1833). Оренбургский военный Губернатор. Основатель музея 1830 г. |                                                                                       | 24.12.2013              | [ 143 ]                 |
| 280 | Советская, 28, Областной краеведческий музей                                                 | В сентябре 1833 года Оренбург посетил великий русский поэт А. С. Пушкин | Барельеф                                                                              |                         | [ 118 ] [ 144 ]         |
| 281 | Советская, 38                                                                                | В июле - августе 1918 года в гостинице «Центральная», находившейся в этом здании, вместе со своими службами располагался войсковой атаман и председатель Войскового Правительства Оренбургского казачьего войска генерал-майор Александр Ильич Дутов, потомственный оренбургский казак, выпускник Оренбургского Неплюевского кадетского корпуса | гражданская война Авторы: Абленин Ф.М., Храмов И.В.                                   | 13.10.2012              | [ 52 ]                  |
| 282 | Советская, 41                                                                                | 1937-1993 Виктору Поляничко - достойному сыну России |                                                                                       |                         | [ 143 ]                 |
| 283 | Советская, 48                                                                                | 1. РАЗДЕЛИТЬ СРЕДНЕВОЛЖСКИЙ КРАЙ... 2. ОБРАЗОВАТЬ ОРЕНБУРГСКУЮ ОБЛАСТЬ... Пред. ВЦИК М. Калинин Москва, Кремль 7 декабря 1934г. /выписка из постановления В Ц И К/ 20-21 ДЕКАБРЯ 1934г. ЗДЕСЬ СОСТОЯЛСЯ ПЕРВЫЙ ПЛЕНУМ ОРЕНБУРГСКОГО ОБКОМА ВКП/б/, ОБРАЗОВАВШИЙ ПАРТИЙНЫЕ ОРГАНЫ НОВОЙ ОБЛАСТИ РСФСР |                                                                                       |                         | [ 145 ]                 |
| 284 | Советская, 48                                                                                | В 1941 году в городе Оренбурге был видный партийный и государственный деятель Климент Ефремович Ворошилов | ДОСКА ОТСУТСТВУЕТ (утрачена в 1989 году)                                              |                         | —                       |
| 285 | Советская, 52                                                                                | ЕВРОПА АЗИЯ Здесь проходил крепостной вал города крепости ОРЕНБУРГ XVIII век |                                                                                       |                         | [ 146 ]                 |
| 286 | Советская, 54                                                                                | В этом здании в 1923 году была открыта первая в г. Оренбурге государственная трудовая сберегательная касса N 33 | ДОСКА ОТСУТСТВУЕТ                                                                     |                         | —                       |
| 287 | Советская, 126                                                                               | Памятный знак в честь почётного гражданина Оренбурга дважды Героя Советского Союза, писателя Владимира Васильевича Карпова | ДОСКА ОТСУТСТВУЕТ (и дом тоже)                                                        |                         | —                       |
| 288 | Станочный, 1                                                                                 | Пожарная часть по охране Промышленного района г. Оренбурга Создана 26 февраля 1972 г. Здание введено в эксплуатацию в апреле 1973 г. Большой вклад в создание и дальнейшее развитие внесли: Калашников Владимир Фёдорович Кондря Николай Дорофеевич Музика Геннадий Дмитриевич Беляков Александр Георгиевич Первушин Дмитрий Геннадиевич Активное участие в строительстве здания принимал весь личный состав подразделения |                                                                                       |                         | —                       |
| 289 | Станочный, 1а                                                                                | Мироненко Виктор Васильевич. Начальник ремонтно-технического центра главного управления МЧС по Оренбургской области. С 1982 по 2023 год служил и работал в пожарной охране Оренбуржья. Внёс большой вклад в развитие пожарно-спасательного гарнизона Оренбургской области |                                                                                       | 19.09.2023              | [ 147 ] [ 148 ]         |
| 290 | Сухарева, 2 / Цвиллинга, 102                                                                 | Улица названа именем Героя Советского Союза, оренбуржца Александра Петровича Сухарева (1919-1943). Погиб смертью храбрых в боях с немецко-фашистскими захватчиками. Звание Героя Советского Союза присвоено посмертно за отвагу и мужество, проявленные при форсировании реки Днепр | ВОВ, текстовый                                                                        | 28.04.2015              | [ 149 ]                 |
| 291 | Таллалихина, 17, п. Берды                                                                    | Улица названа именем Героя Советского Союза, летчика-истребителя Виктора Васильевича Талалихина (1918-1941). Звание Героя Советского Союза удостоен за совершение ночного тарана вражеского бомбардировщика в небе над Москвой 7 августа 1941 года. Погиб смертью храбрых в неравном воздушном бою. | ВОВ, текстовый                                                                        | 28.04.2015              | [ 149 ]                 |
| 292 | Тамарова, 14 (смонтировано 2 доски – старая и новая)                                         | Улица носит имя Сергея Михайловича Тамарова, члена КПСС с 1903 года, руководителя Оренбургских большевиков в годы реакции. Расстрелян колчаковцами в 1919 году. | гражданская война, текстовый                                                          | 1976                    | [ 150 ]                 |
| 293 | Телевизионный переулок, 1А                                                                   | В этом доме с 23.02.1994 по 02.12.2018 г. жил «Почетный строитель России» Пикалов Владимир Петрович |                                                                                       | 29.05.2020              | [ 151 ]                 |
| 294 | Терешковой, 8, Гимназия № 7                                                                  | В этом здании в годы Великой Отечественной войны 1941 – 1945 гг. в период с 03.10.1941 по 01.09.1944 находился эвакогоспиталь № 4409 | ВОВ, текстовый                                                                        | 29.04.2005              | [ 152 ]                 |
| 295 | Терешковой, 10, (2-х этажное здание)                                                         | В этом здании в 1910 году был открыт городской ночлежный дом на 300 человек. Деньги на строительство выделил потомственный Почетный гражданин города, купец I гильдии, меценат Иван Алексеевич Зарывнов | текстовый                                                                             | 22.08.2006              | [ 152 ]                 |
| 296 | Терешковой, 14, СОШ № 7, лицей № 8                                                           | В этом здании в годы Великой Отечественной войны 1941 – 1945 гг. в период с 03.10.1941 по 07.07.1945 находился эвакогоспиталь № 4408 | ВОВ, текстовый                                                                        | 29.04.2005              | [ 153 ]                 |
| 297 | Ткачева, 8                                                                                   | В заводе в декабре 1924 года выступал Михаил Иванович Калинин. |                                                                                       | 1974                    | [ 118 ] [ 154 ]         |
| 298 | Ткачева, 8 ТРЗ (на входе слева)                                                              | Оренбургский паровозоремонтный завод основан 15 января 1905 года. Здесь в 1917 году был создан первый в Оренбурге красногвардейский отряд, а в 1918 году первый оренбургский рабочий красногвардейский полк | гражданская война, текстовый                                                          | 1970                    | [ 118 ] [ 153 ]         |
| 299 | Ткачева, 8 ТРЗ (на территории)                                                               | 8 ноября 1917 года рабочие Главных Оренбургских железнодорожных мастерских первыми в Оренбурге в знак протеста против контрреволюционного правительства объявили политическую забастовку | гражданская война, текстовый                                                          |                         | [ 118 ] [ 153 ]         |
| 300 | Ткачева, 8 ТРЗ (на территории)                                                               | 24 августа 1919г. в Главных железнодорожных мастерских состоялся первый в г. Оренбурге коммунистический субботник |                                                                                       | 21.04.1979              | [ 155 ] [ 154 ]         |
| 301 | Ткачева, 8 ТРЗ (на территории)                                                               | На заводе работали Герои Советского Союза Андреев Алексей Сергеевич, Камнев Константин Кириллович, Лабужский Степан Петрович, Сибирин Семен Алексеевич, Стародубцев Георгий Степанович, Шевцов Петр Федорович 1941-1945 гг. | ДОСКА ОТСУТСТВУЕТ                                                                     | 21.04.1985              | [ 155 ]                 |
| 302 | Ткачева, 8                                                                                   | Училище окончил Герой Советского Союза Шевцов Петр Федорович. | ДОСКА ОТСУТСТВУЕТ                                                                     | 6.05.1985               | [ 118 ]                 |
| 303 | Ткачева, 8                                                                                   | Училище окончил Герой Советского Союза Андреев Алексей Сергеевич. | ДОСКА ОТСУТСТВУЕТ                                                                     | 6.05.1985               | [ 118 ]                 |
| 304 | Ткачева, 8                                                                                   | Училище окончил Герой Советского Союза Антюхов Александр Иванович. | ДОСКА ОТСУТСТВУЕТ ВОВ                                                                 | 6.05.1985               | [ 150 ]                 |
| 305 | Ткачева, 8                                                                                   | Училище окончил Герой Советского Союза Стародубцев Георгий Степанович. | ДОСКА ОТСУТСТВУЕТ, ВОВ                                                                | 6.05.1985               | [ 150 ]                 |
| 306 | Ткачева, 8                                                                                   | Училище окончил Герой Советского Союза Сибирин Семен Алексеевич. | ДОСКА ОТСУТСТВУЕТ ВОВ                                                                 | 6.05.1985               | [ 150 ]                 |
| 307 | Ткачева, 8                                                                                   | Училище окончил воин-интернационалист (Афганистан) Зяблицев Анатолий Николаевич, награжденный орденом Красной Звезды (посмертно), медалью За боевые заслуги. | ДОСКА ОТСУТСТВУЕТ, Афганистан                                                         | 1988                    | [ 150 ]                 |
| 308 | Ткачева, 18, МОУ СОШ № 55                                                                    | В этой школе учился участник боевых действий в республике Афганистан Валерий Вениаминович Литягин. Награжден орденом «Красная Звезда» посмертно. | Афганистан, текстовый                                                                 | 10.11.2005              | [ 154 ]                 |
| 309 | Ткачева, 32                                                                                  | Улица названа в честь капитана милиции Ткачева Михаила Григорьевича (1952-1986), Кавалера Ордена Красной Звезды, погибшего при исполнении служебного долга | графический                                                                           | 1987 (2015)             | [ 150 ] [ 156 ]         |
| 310 | Тобольская 59а                                                                               | В этом училище учился участник боевых действий в Чеченской Республике Александр Николаевич Лохов Награждён орденом Мужества посмертно. |                                                                                       |                         | [ 156 ]                 |
| 311 | Томилинская, 242, Лицей № 6, СОШ № 50                                                        | В этой школе учились участники боевых действий в республике Афганистан. Роман Сергеевич Катышев. Награжден медалью «За боевые заслуги» посмертно. Виталий Георгиевич Малышкин. Награжден орденом «Красная Звезда» посмертно. Константин Михайлович Панасенко. Награжден орденом «Красная Звезда» посмертно. Геннадий Александрович Калиничев. Погиб при участии в боевых действиях на территории Чеченской республики | Афганистан, текстовый                                                                 | 10.11.2005              | [ 157 ]                 |
| 312 | Транспортная, 12                                                                             | В память Бахареве Владимире Михайловиче, начальнике областного ГАИ 1990 - 2000 гг. |                                                                                       |                         |                         |
| 313 | Третьяка переулок, 8                                                                         | Переулок назван в честь оренбуржца воина-интернационалиста старшего лейтенанта Игоря Александровича Третьяка (1958-1982). Погиб в Афганистане, прикрывая отход боевых товарищей, подорвал гранатой себя и окружающих его боевиков. Награжден Орденом Красной Звезды (посмертно) | Афганистан, текстовый                                                                 | 18.08.2015              | [ 157 ]                 |
| 314 | Туркестанская, 6а, МОУ СОШ № 25                                                              | В этой школе с 1974 - 1984 гг. учился Овсянников Алексей Вячеславович. Погиб в Афганистане. Награжден медалью Воину-интернационалисту от благодарного афганского народа, Орденом Красная Звезда посмертно | Афганистан, текстовый                                                                 | 12.08.2005              | [ 158 ]                 |
| 315 | Туркестанская, 11а МОУ СОШ № 34                                                              | Здесь в 1977-1983гг. учился Попков Сергей Григорьевич Геройски погиб при исполнении интернационального долга в Республике Афганистан в 1985 году. Награжден орденом Красной Звезды (посмертно). |                                                                                       |                         | [ 158 ]                 |
| 316 | Туркестанская, 14                                                                            | Здание учебно-методического центра профсоюзов построено в 1976 году по инициативе Александра Илларионовича Шибаланского председателя Облсовпрофа (1963 - 1980) директора областных профсоюзных курсов (1980 - 1988) (орфография и пунктуация сохранены в соответствии с редакцией эскизного проекта | Скульпторы: Ульянов И. Н., Ульянова О. Е.                                             | 21.12.2017              | [ 159 ]                 |
| 317 | Туркестанская, 55                                                                            | В этом доме с 1992 по 1996 гг. жил ветеран Оренбургской ракетной армии, Герой Российской Федерации генерал - майор Гаджиев Гайдар Абдулмаликович, отдавший свою жизнь за восстановление мира и конституционного порядка на Северном Кавказе | Барельеф                                                                              | 29.10.2002              | [ 159 ]                 |
| 318 | Туркестанская, 55/5, Здание МОУ «СОШ № 72»                                                   | Михальчук Алексей Анатольевич 4.VIII.1978 – 30.VIII.2008. Трагически погиб при исполнении служебного долга | текстовый                                                                             | 26.10.2009              | [ 160 ]                 |

### У-Я
| №   | Изображение и адрес                                     | Надпись | Описание                                                           | Год                                        | Пр.                     |
| --- | ------------------------------------------------------- | --- | ------------------------------------------------------------------ | ------------------------------------------ | ----------------------- |
| 313 | Фадеева / Комсомольская, 49                             | Улица названа в честь М.А. Фадеева (1877-1919 гг.), активного борца за Советскую власть, начальника 2 отдела милиции г. Оренбурга. |                                                                    |                                            | [ 150 ] [ 58 ]          |
| 314 | Флотский переулок, 17                                   | В этом здании с 1989 по 2010 год трудилась Бражникова Валентина Ивановна - Почетный работник общего образования Российской Федерации, ветеран труда, директор школы № 49 (1995-2009) |                                                                    | 24.12.2013                                 | [ 160 ]                 |
| 315 | Хакимова, 110                                           | Улица названа в честь Карима Абдрауфовича Хакимова (1892 – 1938) Оренбургского губернского комиссара народного просвещения (1918 –1919), полномочного представителя СССР в Королевстве Саудовская Аравия (1924 – 1929, 1936 – 1937) |                                                                    | 24.12.2018                                 | [ 161 ]                 |
| 316 | Химическая, 7, МОУ СОШ №61                              | Степан Евгеньевич Сапожников (1901-1944). Уроженец с. Нижне-Озерное Оренбургской губернии. Сражался с немецко-фашистскими захватчиками на фронтах Великой Отечественной войны, участвовал в обороне Одессы, Севастополя. Командовал партизанским отрядом французского сопротивления. Геройски погиб в бою. Именем Сапожникова С.Е. названа детская общественная организация школы | ВОВ, графический                                                   | 28.04.2015                                 | [ 161 ]                 |
| 317 | Химическая, 7, МОУ СОШ №61                              | Здесь с 1975 по 1985 год учился Юров В.С. Солдат собою заслоняя, ты бросился на выстрел первым, Друзей и Родину любя | текстовый                                                          | 31.07.2001                                 | [ 162 ]                 |
| 318 | Хлебный переулок, 2                                     | В этом здании жил потомственный Почетный гражданин города, купец I гильдии, меценат Иван Алексеевич Зарывнов | текстовый                                                          | 22.08.2006                                 | [ 162 ]                 |
| 319 | Хлебный переулок, 2                                     | В этом здании в 1918 г. размещался первый Оренбургский губернский комитет Советов рабочих, крестьянских, казачьих и солдатских депутатов | текстовый                                                          |                                            | [ 163 ] [ 164 ]         |
| 320 | Хлебный переулок, 4                                     | В этом здании до июня 1918 г. размещался штаб Красной гвардии. | ДОСКА ОТСУТСТВУЕТ                                                  |                                            | [ 163 ]                 |
| 321 | Ходакова, 57                                            | Улица названа именем командира Красной гвардии артиллериста Василия Никифоровича Ходакова. | ДОСКА ОТСУТСТВУЕТ                                                  |                                            | [ 163 ]                 |
| 322 | Цвиллинга, 5                                            | В этом здании с 1872 по 1965 год находилась Оренбургская губернская (областная клиническая) больница. Главные (старшие) врачи больницы: 1879 - 1913 М.М. Кенигсберг. 1913 - 1914 Вакуленко. 1914 - 1919 А.И. Мискинов. 1919 - 1934 В.П. Зайцев. 1934 - 1939 П.П. Правдухин. 1939 - 1941, 1943 - 1945 А.Л. Кравцов. 1941 - 1943 В.М. Инькова. 1945 - 1947 М.М. Левин. 1947 - 1955 В.И. Вялых. 1955 - 1960 В.И. Козлов. 1960 - 1965 В.И. Войнов | Авторы: Абленин Ф. М., Кудрин В. С.                                | 10.10.2013                                 | [ 164 ]                 |
| 323 | Цвиллинга, 5 (Психбольница)                             | В этой больнице заведовал кафедрой психиатрии талантливый клиницист и педагог, видный отечественный ученый, основатель Оренбургской школы психиатров, доктор медицинских наук, профессор Юлий Егидович Рахальский (1959—1983) |                                                                    |                                            | [ 165 ]                 |
| 324 | Цвиллинга, 5 (Психбольница)                             | В этой больнице с 1952г. по 2015г. трудился яркий представитель Оренбургской школы психиатрии, талантливый руководитель, врач, спортсмен, тренер, кандидат медицинских наук, заслуженный врач РСФСР Аркадий Борисович Чемный |                                                                    |                                            | [ 165 ]                 |
| 325 | Цвиллинга, 42 (ранее 1)                                 | Улица названа именем Цвиллинга С. М. (1891 - 1918) первого председателя ВРК и Оренбургского губисполкома | гражданская война                                                  | 2023 - восстановлена                       | [ 163 ]                 |
| 326 | Цвиллинга, 65                                           | В этом здании в августе-ноябре 1941 года находился штаб и политотдел 360-й Невельской Краснознаменной стрелковой дивизии | ВОВ, текстовый                                                     | 08.05.1985 (2015)                          | [ 163 ] [ 166 ]         |
| 327 | Цвиллинга, 92                                           | Генерал-лейтенант Черняев Михаил Григорьевич (1828-1898) Музей носит имя прославленного русского генерала героя боёв за Севастополь (1853-1855) покорителя средней Азии (1864-1865) главнокомандующего сербской армии (1877-1878) туркестанского генерал-губернатора (1882-1884) Архистратиг славянской рати, Безукоризненный герой! Под кровом божьей благодати Да совершится подвиг твой! Да сохранит в борьбе кровавой Тебя Всевышнего рука, И память дел твоих со славой Пойдет в далекие века! Звание Почётного гражданина города Оренбурга было Высочайше пожаловано в 1882 году, как военному герою России |                                                                    |                                            | [ 166 ]                 |
| 328 | Челюскинцев, 17 (здание семинарии)                      | Оренбургское Военное Авиационное училище летчиков в 1957 году окончил и позже в нем неоднократно бывал первый в мире летчик-космонавт СССР Герой Советского Союза Юрий Алексеевич Гагарин | текстовый                                                          |                                            | [ 167 ]                 |
| 329 | Челюскинцев, 17 (здание семинарии)                      | В этом здании находилось Оренбургское Высшее Военное Авиационное Краснознаменное училище летчиков имени И.С. Полбина | текстовый                                                          |                                            | [ 167 ]                 |
| 330 | Челюскинцев, 17д                                        | Почетному гражданину города Оренбурга заслуженному деятелю науки Российской Федерации Виктору Анатольевичу Бондаренко 07.07.1936 - 07.07.2020 |                                                                    |                                            | [ 168 ]                 |
| 331 | Челюскинцев, 17е                                        | В этом доме в период 1957-2010 г.г. жили ветераны Великой Отечественной войны 1941-1945г.г. Артамонов Н.Е. Афанасьевские Б.А. Г.П. Афанасьев И.Г. Блюдов Н.С. Дергачевы А.П. В.А. Жирнов Н.П. Зайцев В.С. Зайцев В.И. Игнатов В.И. Кириченко Г.Т. Коломиец Кожевников А.И. Кращенко В.Ф. Кувакин Лаврентьев И.И. Петров И.П. Полшков И.М. Рябокобылко Г.К. Серков Г.К. Скляров Г.С. Сучков В.А. Теперик П.П. Угаренков А.А. Уманский В.П. Усик В.Т. Фадеев В.С. Федин А.Е. Шабанов |                                                                    |                                            | [ 168 ]                 |
| 332 | Челюскинцев, 18, здание ОГАУ                            | 27 февраля 1921 г. из этого здания уходил батальон курсантов партийно-советской школы на ликвидацию контрреволюционных банд. 24 курсанта погибли смертью храбрых. Вечная память павшим за революцию. |                                                                    |                                            | [ 70 ] [ 169 ]          |
| 333 | Челюскинцев, 18                                         | В этом здании с 1930 по 1953 г.г. работал советский гистолог член-корреспондент АМН СССР профессор Лазаренко Федор Михайлович |                                                                    |                                            | [ 170 ]                 |
| 334 | Челюскинцев, 18, здание ОГАУ                            | В этом здании с 1939 по 1941 год работал помощником ректора Сельскохозяйственного института Герой Советского Союза, Герой Социалистического Труда, разведчик, полковник Орловский Кирилл Прокофьевич | ВОВ, графический                                                   | 1993 (13.10.2005)                          | [ 170 ]                 |
| 335 | Челюскинцев, 18                                         | В этом здании в годы Великой Отечественной войны 1941 – 1945 гг. в период с 03.10.1941 по 08.07.1946 находился эвакогоспиталь № 4407 | ВОВ, текстовый                                                     | 29.04.2005                                 | [ 70 ] [ 169 ]          |
| 336 | Челюскинцев, 18                                         | Оренбургский сельскохозяйственный институт организован в октябре 1930 г. Первым директором был Петр Дмитриевич Каширин. | ДОСКА ОТСУТСТВУЕТ                                                  |                                            | [ 70 ]                  |
| 337 | Чичерина, 1а, СОШ № 24                                  | Здесь учился с 1937 г. по 1939 г. Герой Советского Союза Иван Дмитриевич Злыденный. | ВОВ                                                                | 1985                                       | [ 163 ] [ 171 ]         |
| 338 | Чичерина, 1а, СОШ № 24                                  | В этом здании в годы Великой Отечественной войны 1941 – 1945 гг. в период с 06.08.1941 по 07.07.1945 находился эвакогоспиталь № 4405 | ВОВ, текстовый                                                     | 29.04.2005                                 | [ 172 ]                 |
| 339 | Чичерина, 1а, СОШ № 24                                  | Здесь учился Герой Советского Союза Павел Александрович Орлов с 1 сентября 1936 года по май 1940 года | ВОВ, текстовый                                                     | 1972 или 1976                              | [ 163 ] [ 171 ]         |
| 340 | Чичерина, 1а, СОШ № 24                                  | Здесь учились достойные сыны России капитан Кострюков Юрий Алексеевич погиб 2.05.86. Афганистан майор Вольфсон Борис Иосифович погиб 25.12.85. Монголия майор Панков Алексей Николаевич погиб 26.05.95. Чечня |                                                                    |                                            | [ 171 ]                 |
| 341 | Чичерина, 32                                            | В этом доме истекли последние дни жизни армянского поэта Ваана Теряна, члена ВКП (б) и ВЦИК (1885 – 1920 гг.) | текстовый                                                          | 1920                                       | [ 70 ] [ 173 ]          |
| 342 | Чичерина, 35                                            | В этом доме в 1957 г. жила семья Юрия Алексеевича ГАГАРИНА, Первого Космонавта ЗЕМЛИ |                                                                    |                                            | [ 173 ]                 |
| 343 | Чичерина, 36 (ранее 2)                                  | Улица названа именем Чичерина Георгия Васильевича (1872 - 1936 гг.) профессионального революционера, видного советского дипломата, народного комиссара иностранных дел. |                                                                    | 2023 - восстановили                        | [ 163 ] [ 174 ]         |
| 344 | Чичерина, 41                                            | В этом доме с 1943 по 2000 годы жила Мадина Фатхеевна Рахимкулова (1916 – 2004) действительный член географического общества СССР, заслуженный работник культуры Республики Татарстан, педагог, краевед, автор работ по истории и культуре татар Оренбуржья Бу йортта 1943 – 2000 елларда Оренбур татарлары тарихын яктыртучысы Рәхимкулова Мәдинә Фәтхи кызы (1916 – 2004) яшәде |                                                                    |                                            | —                       |
| 345 | Чичерина, 75                                            | В этом доме в 1913-1918 годах жил видный казахский ученый и просветителю Ахмет Байтурсынов. С текстом на русском и казахском языках |                                                                    | 17.08.2010 (24.11.2010)                    | [ 175 ] [ 111 ] [ 112 ] |
| 346 | Чкалова, 3                                              | Памятный знак в честь Почетного гражданина Оренбурга Героя Советского Союза Алексея Сергеевича Андреева (1921-2001) |                                                                    |                                            | [ 175 ]                 |
| 347 | Чкалова, 8, Никольский собор                            | Никольский кафедральный собор Оренбурга в 1891 г. посетил Его Императорское Высочество Наследник Цесаревич Николай Александрович. |                                                                    |                                            | —                       |
| 348 | Чкалова, 8, Никольский собор                            | Никольский кафедральный собор Оренбурга 5 сентября 1996 г. посетил Святейший Патриарх Московский и всея Руси Алексей II. |                                                                    |                                            | —                       |
| 349 | Чкалова, 14                                             | В этом доме жил и работал Владимир Григорьевич Альтов (1923-2005) участник ВОВ, публицист, краевед, писатель. Один из основателей Оренбургского телевидения |                                                                    | 29.05.2020                                 | [ 176 ]                 |
| 350 | Чкалова, 24/1 (МОБУ Гимназия N 5)                       | В этой школе с 1984 по 1994 годы учился кавалер ордена Мужества (посмертно) Виктор Николаевич Лебедев. Погиб 1 марта 2000 года при выполнении воинского долга в составе 6 роты 76 парашютной дивизии на территории Чеченской Республики |                                                                    | 25.12.2012                                 | [ 176 ]                 |
| 351 | Чкалова, 24/1 Здание гимназии № 5                       | В этой школе учился участник боевых действий в Чеченской Республике Алексей Викторович Сусарев. Погиб при исполнении воинского долга. | текстовый                                                          | 25.04.2008                                 | [ 177 ]                 |
| 352 | Чкалова, 29                                             | ЗДЕСЬ, на Форштадте, В ГОДЫ Великой Отечественной войны в эвакуации (1941-1943 гг.) ЖИЛ будущий АКТЕР театра и кино, РЕЖИССЕР, НАРОДНЫЙ АРТИСТ СССР Лев Дуров | Авторы: Токторалиева С. А., Храмов И. В., скульптор Сукманов А. Е. | 23.12.2020                                 | [ 177 ]                 |
| 353 | Чкалова, 70                                             | В этом доме жил старший сержант Сираев Рустам Флоридович 5.09.1976 - 1.03.2000гг. Геройски погиб при проведении контртеррористической операции в Чеченской Республике. Награжден орденом Мужества (посмертно). |                                                                    |                                            | [ 178 ]                 |
| 354 | Шевченко, 233а                                          | В этой школе учился с 1988 по 1998 г.г. Павленко Алексей Михайлович Геройски погиб при исполнении воинского долга |                                                                    |                                            | [ 179 ]                 |
| 355 | Шевченко, 233а                                          | Серазетдинова Зайнап Гатаулловна работала директором школы №12 с 1978 по 1998 гг. |                                                                    |                                            | [ 179 ]                 |
| 356 | Шевченко, 249а ГАПОУ «Гуманитарно-технический техникум» | Здесь учились участники боевых действий в республике Афганистан Юрий Васильевич Подольских Награжден орденом «Красная Звезда», медалью «За отвагу» посмертно. Анатолий Павлович Киселев Награжден медалью «Воину - Интернационалисту от благодарного афганского народа» посмертно. Дмитрий Владимирович Устюгов Погиб при участии в боевых действиях на территории Чеченской республики | Афганистан, текстовый                                              | 10.11.2005                                 | [ 180 ]                 |
| 357 | Шевченко переулок, 4                                    | Памятный знак в честь почётного гражданина Оренбурга митрополита Оренбургского и Бузулукского владыки Леонтия Леонида Фадеевича Бондаря (1913-1999) |                                                                    |                                            | [ 178 ]                 |
| 358 | Элеваторная, 3А                                         | В данном здании располагается Оренбургская дистанция пути имени А.С. Пыжова Лучший рационализатор на железнодорожном транспорте, Почетный железнодорожник, Заслуженный работник транспорта, Почетный работник Оренбургского отделения Южно-Уральской железной дороги, Ветеран труда Пыжов Анатолий Сафронович руководил дистанцией пути с 1975 г. по 2005 г., внес выдающийся вклад в ее развитие |                                                                    | 16.09.2019                                 | [ 181 ]                 |
| 359 | Элеваторная, 3А                                         | Оренбургское отделение дороги основано 1 января 1877 года. |                                                                    | 09.01.1977                                 | [ 155 ] [ 180 ]         |
| 360 | Юных Ленинцев, 10, школа № 19                           | Бадретдинов Дмитрий Александрович 29.08.1999 26.09.2022 Быть воином - жить вечно |                                                                    | 2023                                       |                         |
| 361 | Юркина, 11                                              | Улица названа именем Бориса Ивановича Юркина (1919-1944 гг.) Героя Советского Союза, проявившего героизм в Великой Отечественной войне (1941- 1945 гг.) | ВОВ, текстовый                                                     | 25.05.1987 (или 1984) (обновлен в 2012 г.) | [ 155 ] [ 181 ]         |